# Базилика Святой Пракседы
Базилика Санта-Прасседе (итал. Santa Prassede) — римская титулярная церковь во имя святой Пракседы, находящаяся на Эсквилинском холме в непосредственной близости от «великой базилики» Санта Мария Маджоре. Бежавшие от византийского иконоборчества греческие монахи, нашедшие в Риме приют у Пасхалия I, создали в базилике цикл мозаик пресбитерия (на темы Апокалипсиса) и капеллы святого Зенона. Последняя за свою исключительную красоту получила название «райского сада». В этой же капелле хранится одно из орудий Страстей Христовых — столб, к которому, как утверждается, Христос был привязан во время Его бичевания.

## История строительства

### Базилика Пасхалия I
По преданию, первый баптистерий на этом месте был построен святой Пракседой в её имении, унаследованном после смерти отца (сенатора Пуда), сестры (святой Пуденцианы) и брата (Новата). Здесь во время преследований Антонина Пия Пракседа прятала гонимых христиан, а также собирала тела мучеников, которые потом захоранивались ею в катакомбах Присциллы. Первое письменное упоминание о церкви titulus Praxedis относится к 491 году, затем Liber Pontificalis говорят о украшавших церковь папах Адриане I и Льве III. Тем не менее, археологических подтверждений существования базилики до начала IX века пока не обнаружено.

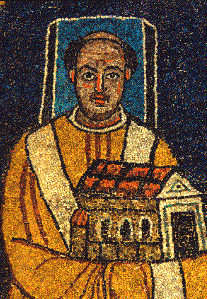
Пасхалий I (фрагмент мозаики апсиды)

Существующая базилика была построена папой Пасхалием I около 817 года и в общих чертах сохранила свой первоначальный облик. Трёхнефная базилика с апсидой, ориентированной на северо-запад, уже тогда находилась в глубине квартала, в лабиринте улиц, на искусственной террасе, в связи с чем вход в здание предварялся лестницей и обширным квадратным атриумом с квадропортиком. В качестве образца при строительстве был принят первоначальный собор святого Петра. Пасхалий I перенёс в новопостроенную базилику мощи 2 300 мучеников из римских катакомб, в том числе и «титульных» святых Пракседы и Пуденцианы.
Папа Пасхалий I привлёк в Рим многочисленных греческих монахов — иконопочитателей, бежавших из Византии от второй волны иконоборчества. Благодаря этому, многие римские базилики были украшены богатой мозаикой, а сам папа увековечен в мозаиках сразу трёх храмов — Санта-Прасседе, Санта-Чечилия-ин-Трастевере и Санта-Мария-ин-Домника. Но своего наилучшего результата в Риме византийские мастера достигли именно в Санта-Прасседе, где ими были выполнены мозаики апсиды и пресбитерия (цикл на мотивы Апокалипсиса), а также капеллы святого Зенона, предназначенной для захоронения Феодоры, матери Пасхалия I. Эта капелла за исключительную красоту мозаики получила от современников название «райского сада».
В базилике изначально были устроены 24 больших окна в стенах главного нефа, 5 — в апсиде и 6 — в трансепте. Благодаря этому высокий главный неф и апсида были ярко освещены, а низкие боковые нефы тонули в полутьме, что усиливало впечатление от мозаик. Практически все эти окна были заложены при последующих перестройках, что значительно исказило изначальный замысел Пасхалия I.

### Последующие перестройки

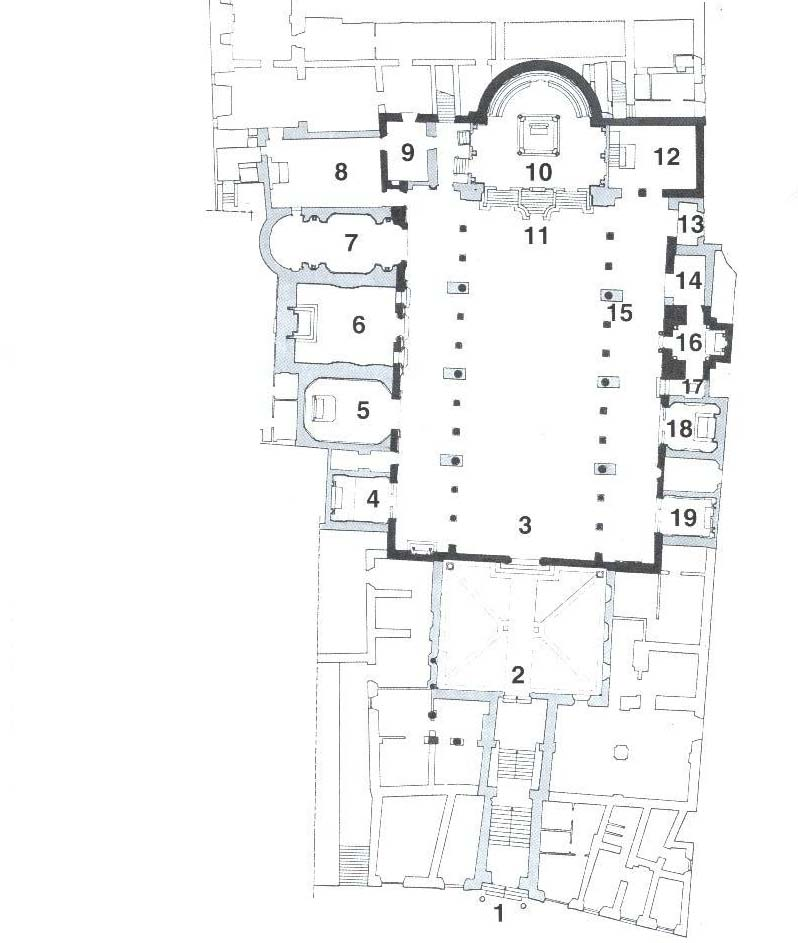
План базилики

В 1223 году в базилике оказалась «колонна бичевания» — колонна, к которой, как утверждается, был привязан Христос во время бичевания во дворе претории (см. Страсти Христовы). Наличие здесь столь значительной святыни сразу же придало базилике важное значение: в ней папы совершали литургию в четвёртое воскресение Великого поста.
После IX века Санта-Прасседе неоднократно перестраивалась, достраивалась и реконструировалась в соответствии с господствовавшими «модными веяниями». Во второй половине XIII века базилика получила свою кампанилу, причём из-за недостатка места колокольню просто встроили в левый рукав трансепта, перекрыв его дополнительной стеной. Чтобы скрыть получившуюся асимметрию, правый рукав трансепта вслед за этим был перестроен в капеллу (первоначально освящена в честь всех святых, затем в честь Распятия).
Вплоть до конца XV века пресбитерий соединялся с кампанилой (слева) и капеллой Распятия (справа) посредством арок с колоннами. Между 1489 и 1504 годами титулярный кардинал базилики Антонио Паллавичини закрыл эти арки глухими стенами на нижнем уровне, а на верхнем уровне обустроил хоры, предназначенные для монахов, которые теперь могли участвовать в богослужении, не будучи видимыми снизу мирянами.
Святой Карло Борромео, бывшим титулярным кардиналом в 1564 -1584 годах, стал инициатором крупной перестройки базилики. По его указанию пресбитерий был значительно увеличен за счёт главного нефа и богато украшен. Мозаики нижней части триумфальной арки были частично уничтожены, а на их месте с обеих сторон от алтаря были обустроены маленькие балконы (poggioli) для демонстрации многочисленных реликвий молящимся. К левому рукаву трансепта была пристроена сакристия, в главном нефе были замурованы первоначальные окна, а вместо них пробиты 8 меньших, значительно изменён вход в базилику (лестница и портал).
В 1594 -1600 годах по заказу титулярного кардинала Алессандро Медичи (впоследствии папа Лев XI) стеновое пространство над колоннами, отделяющими главный неф от боковых, было украшено циклом из 8 фресок на темы Страстей Христовых. Римский собор 1725 года указал на необходимость подчёркнуто выделенного в храмовом пространстве главного алтаря, а также обеспечения возможности доступа паломников к реликвиям. В духе этого решения кардинал Людовико Пико дела Мирандола распорядился увеличить крипту и за счёт этого поднять пол пресбитерия по сравнению с уровнем главного нефа. Сам алтарь был накрыт роскошным киворием, а перед алтарём был обустроен доступ в крипту.
Реставрация, проведённая в XX веке, преследовала цель восстановления базилики в виде, приближенном к первоначальному. В результате в главном нефе были устранены многочисленные барочные наслоения, пол покрыт мраморными плитами, имитирующими стиль косматеско (1918 год), с фасада сбита штукатурка и обнажена кирпичная кладка (1937 год).

### Титулярная базилика и валломброзиане
В 1153 -1154 годах Санта-Праседе и примыкающий к ней монастырь были переданы папой Анастасием IV регулярным каноникам Санта-Мария-дель-Рено. Папа Целестин III (1191-1198) отменил решение Анастасия IV, а Иннокентий III (1198-1216) поручил управление базиликой монахам-валломброзианам, в руках которых Санта-Прасседе остаётся до настоящего времени.
Санта-Прасседе с момента своего легендарного основания в I веке именовалась titulus; в последующие века церковь сохранила свой статус титульной базилики. Начиная с 1073 года, известен непрерывный список кардиналов — титулярных настоятелей Санта-Прасседе. Среди них находятся 5 будущих пап (Гонорий II, Луций III, Юлий III, Лев XI, Александр VIII) и знаменитый деятель Контрреформации Карло Борромео. Нынешний кардинал-священник Санта-Прасседе (с 1996 года) — Поль Пупар.

## Интерьер базилики — общий вид
Санта-Прасседе сохранила в целом вид классической трёхнефной базилики с апсидой. Главный неф отделён от боковых нефов колоннадой, первоначально состоявшей из 12 колонн с каждой стороны. В XIII веке для придания конструкции большей жёсткости главный неф был усилен тремя поперечными арками, опирающимися на мощные пилоны, которыми в соответствующих местах были заменены колонны. Таким образом, в настоящее время в каждом ряду находится 9 колонн и 3 пилона. Главный неф значительно шире и выше боковых, верхний регистр клерестория (пространства на колоннадой) содержит 8 окон для освещения, прорубленных при Карло Борромео вместо 24 первоначальных. К боковым нефам в разное время были пристроены 8 капелл, самой известной из которых является капелла святого Зенона.
Нижний регистр клерестория по указанию титулярного кардинала Алессандро Медичи (будущего Льва XI) был украшен циклом фресок на темы Страстей Христовых, каждую фреску «поддерживает» пара ангелов, держащих в руках орудия Страстей, соответствующие теме фрески. В следующей таблице перечислены фрески в порядке их следования от главного алтаря к главному входу и обратно против часовой стрелки.
| Тема фрески                                          | Автор                         | Орудие в руках Ангела |
| ---------------------------------------------------- | ----------------------------- | --------------------- |
| Моление в Гефсиманском саду                          | Джованни Балдуччи (1550—1631) | Оливковые ветви       |
| Арест Иисуса, Пётр отсекает ухо рабу первосвященника | Парис Ногари (1536—1601)      | Верёвки               |
| Иисус на суде Каиафы                                 | Джованни Массеи (1540—1614?)  | Книги закона          |
| Иисус на суде Пилата                                 | Агостино Чампелли (1565—1630) | Скипетр               |
| Бичевание Иисуса                                     | Агостино Чампелли (1565—1630) | Верёвки и плеть       |
| Венчание Иисуса терновым венцом                      | Бальдазаре Кроче (1558—1628)  | Клещи                 |
| Ecce Homo                                            | Агостино Чампелли (1565—1630) | Терновый венец        |
| Встреча Иисуса и Вероники                            | Джованни Балдуччи (1550—1631) | Нерукотворный образ   |

Кроме того на стенах главного нефа Джованни Балдуччи выполнил цикл монохромных работ, посвящённых жизни Иосифа и Моисея. Входная дверь базилики обрамлена фальшивым мраморным (на самом деле, нарисованным) порталом. Тимпан «портала» украшен аллегорическими фигурами Веры и Справедливости, поддерживающих герб папы Климента VIII (работа Стефана Пьери (1542—1629); тому же автору принадлежит фреска с Благовещением по обеим сторонам «портала».
Пол базилики был заново выполнен в 1916 году в стиле, имитирующем косматеско. Большой круг на полу из красного порфира отмечает место уничтоженного при перестройках колодца, в котором святая Пракседа, по преданию, погребала тела мучеников.
Кессоновый потолок базилики был заново выполнен в 1868 году; материалом послужила древесина из монастыря Валломброза — колыбели валломброзиан. Основной мотив — венцы и пальмы, представляющие собой символы мученичества.

## Апсида и пресбитерий — общий обзор
Пресбитерий в его современном виде сформировался после перестройки 1728-1734 года по проекту Франческо Ферраи по заказу кардинала Людовико Пико дела Мирандола. Пресбитерий ограничен апсидой, триумфальной аркой и двумя боковыми крыльями с расположенными над ними хорами. Хоры, возникшие на рубеже XV-XVI веков, предназначены для насельников монастыря, получивших возможность участвовать в богослужении, оставаясь невидимыми для мирян. Боковые крылья, ограничивающие пресбитерий, украшены шестью колоннами (по три с каждой стороны), относящимися к I-II векам, хотя их подлинные капители и были утрачены. Колонны обрамляют мраморные порталы (по два с каждой стороны), хотя из четырёх имеющихся дверей три являются ложными.
В базилике Пасхалия I апсида освещалась с помощью 5 окон, но все они были заложены при последующих перестройках. На месте последнего из них (расположенного по главной оси базилики) помещён заалтарный образ святой Пракседы работы Доменико Муратори.
Главный алтарь Санта-Прасседе был полностью переделан в 1728—1734 году и накрыт киворием. Находящиеся по четырём угла кивория ангелы (работы Джузеппе Рускони) и фрески в куполе кивория (выполнены Антонио Биккераи) — также работа XVIII века. От более раннего кивория сохранились лишь четыре порфировых колонны. В тех же 1728—1734 годах пресбитерий был искусственно поднят (за счёт расширения крипты) над уровнем главного нефа базилики на шесть ступеней. Благодаря этой перестройке именно алтарь с киворием стал смысловым и художественным центром базилики, переключив на себя внимание молящихся с византийских мозаик IX века.

## Мозаики пресбитерия
Между тем, именно мозаики апсиды, открывающей её арки и замыкающей пресбитерий триумфальной арки являлись по замыслу Пасхалия I важнейшим элементом базилики. Мозаики навеяны мотивами Апокалипсиса и являются наиболее значительным византийским произведением на эту тему в Риме.

### Мозаики конхи апсиды

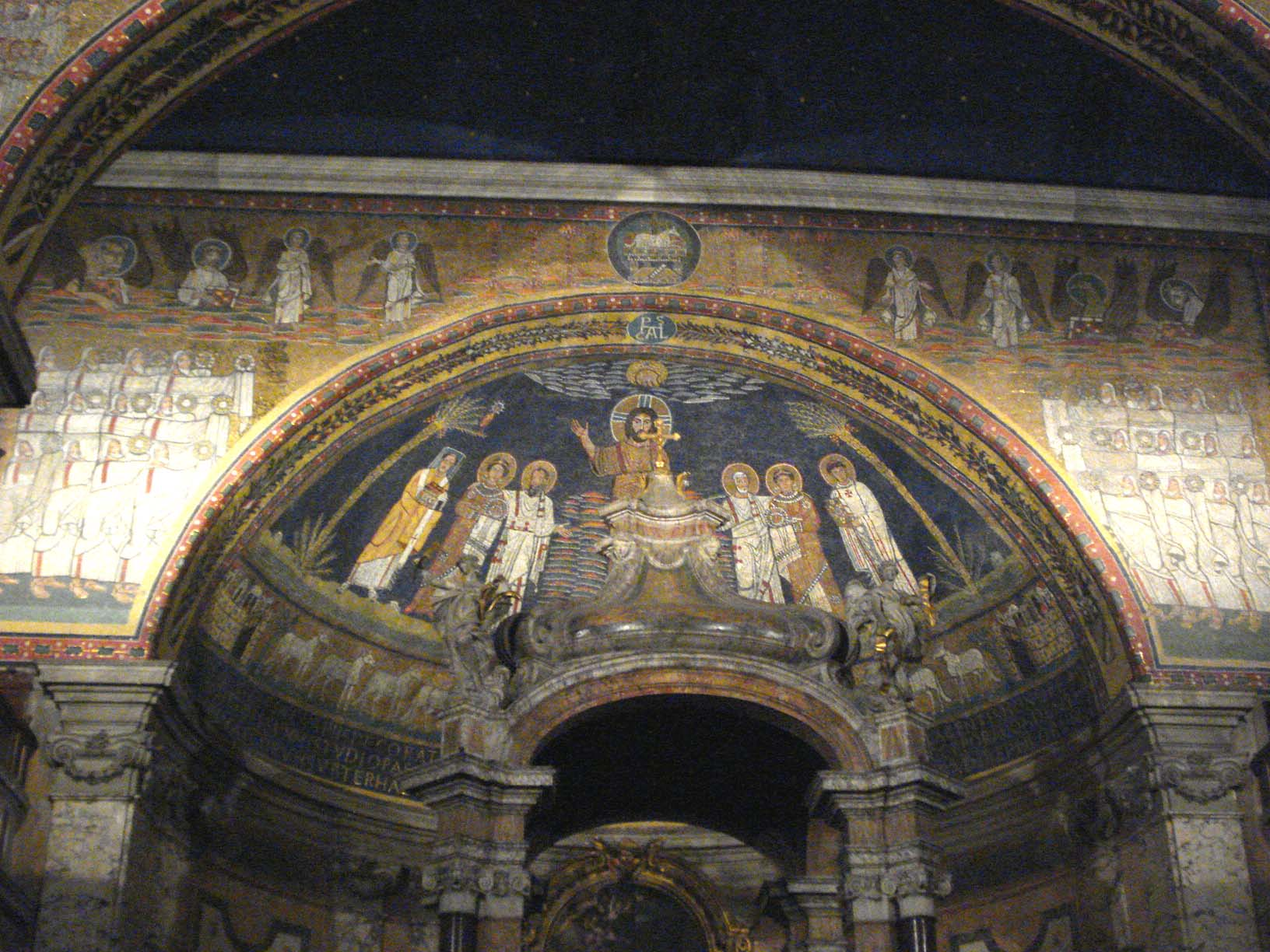
Конха и арка апсиды

Сцена в конхе апсиды показывает будущее второе пришествие Христово. В центре навстречу молящимся идёт по красным, синим и зелёным облакам (схожая цветовая гамма может быть найдена в римской базилике Санти-Косма-и-Дамиано) Христос. Его правая рука поднята, и на ней видны следы от гвоздей; в левой руке Спаситель держит свиток (символ законодательства) с греческими буквами Α и Ω. Этот образ иллюстрирует начало Апокалипсиса: «Се, грядет с облаками, и узрит Его всякое око, и те, которые пронзили Его…Я есмь Альфа и Омега, начало и конец, говорит Господь» (Отк. 1:7-8). Греческие буквы Α и Ω — первая и последняя в алфавите — указывают на всемогущество Христа, вмещающего в себя всё творение, от начала времён до конца мира. Эти две буквы, неоднократно встречающиеся в тексте Апокалипсиса, появляются в христианском искусстве ещё времени гонений и многократно повторяются в римских катакомбах.
По правую и левую руку Христа находятся облачённые в белые (цвет праведности) с пурпуром (знак мученичества) одежды апостолы Павел и Пётр. Они первыми приветствуют вновь пришедшего Христа, будучи, во-первых, первоверховными апостолами для всей вселенной и, во-вторых, апостолами, благовествовавшими в Риме. Одной рукой апостол Павел приобнимает Пракседу, а Пётр — Пуденциану, другой рукой указывая девам их небесного Жениха. Пракседа и Пуденциана облачены в расшитые золотом и драгоценными камнями одежды, в руках святых — золотые венцы с белыми покрывалами (эмблемы девственности и обручения Христу).
Рядом с Павлом и Пракседой изображён и строитель базилики — папа Пасхалий I. Он облачён в золотые ризы и белый паллий с крестом (знак сана), в его руках — модель построенной им базилики. Пасхалий I отличается от всех участников сцены необычным — голубым квадратным, а не круглым золотым — нимбом, указывающим на то, что папа был ещё жив в момент изготовления мозаики.
На противоположном конце мозаики, симметрично Пасхалию I, изображён диакон, сан которого легко опознаётся по Евангелию в руках и далматике с широкими рукавами. Авторы мозаики не подписали изображение, в связи с чем точно установить имя диакона не представляется возможным. Им мог быть святой Кириак, чьи мощи были перенесены в базилику Пасхалием I, или святой Зенон, которому посвящена боковая капелла. Вся композиция замыкается двумя пальмами, указывающими на рай как место действия, причём на одном из деревьев сидит увенчанный синим нимбом феникс — раннехристианский символ Христа и воскресения.
Помимо развития по горизонтали композиция имеет и второе измерение — вверх-вниз. Над головой Христа в белых облаках видна рука Бога Отца, указывающая на Сына, а золото-синяя полоса под ногами Спасителя подписана как Иордан. Таким образом, в вертикальном направлении эта мозаика прочитывается как символическое изображение крещения Христова (Мф. 3:16-17). Мозаичисты проводят параллель между началом Христовой проповеди о спасении и её логическим завершением — окончанием этого мира.
Нижняя полуокружность конхи представляет ещё одну символическую картину. Христос изображён в виде Агнца Божия, берущего на себя грех мира (Ин. 1:29, сравним с гимном Agnus Dei римской мессы). Агнец стоит на горе, с которой стекают четыре ручья — образ четырёх рек рая (Быт. 2:10-14) и одновременно четырёх евангелистов, несущих во все концы мира Евангелие. Справа и слева от агнца стоят ещё по шесть агнцев, образующих вместе 12 — число первых апостолов. Шестеро из них выходят из Иерусалима, места Воскресения Христова; другие шестеро — из Вифлеема, города Его Рождества. По другому истолкованию, выходящие из Иерусалима агнцы символизируют христиан из иудеев, а выходящие из Вифлеема — христиан из язычников (так как в Вифлееме Христу поклонились волхвы). Ещё более усложняет символику композиции тот факт, что стены Иерусалима украшены драгоценными камнями и не имеют башен. Это позволяет видеть в композиции намёк на увиденный Иоанном небесный Иерусалим (Отк. 21).
Снизу завершает мозаику конхи латинский гекзаметр, гласящий: «Это место упокоения в честь благородной Пракседы, возлюбленной Господом на небесах, изобилует драгоценностями благодаря усердию Пасхалия, ученика апостольского престола. Он положил под этими стенами тела многочисленных святых, будучи уверен, что по их заслугам они почивают на небесах».

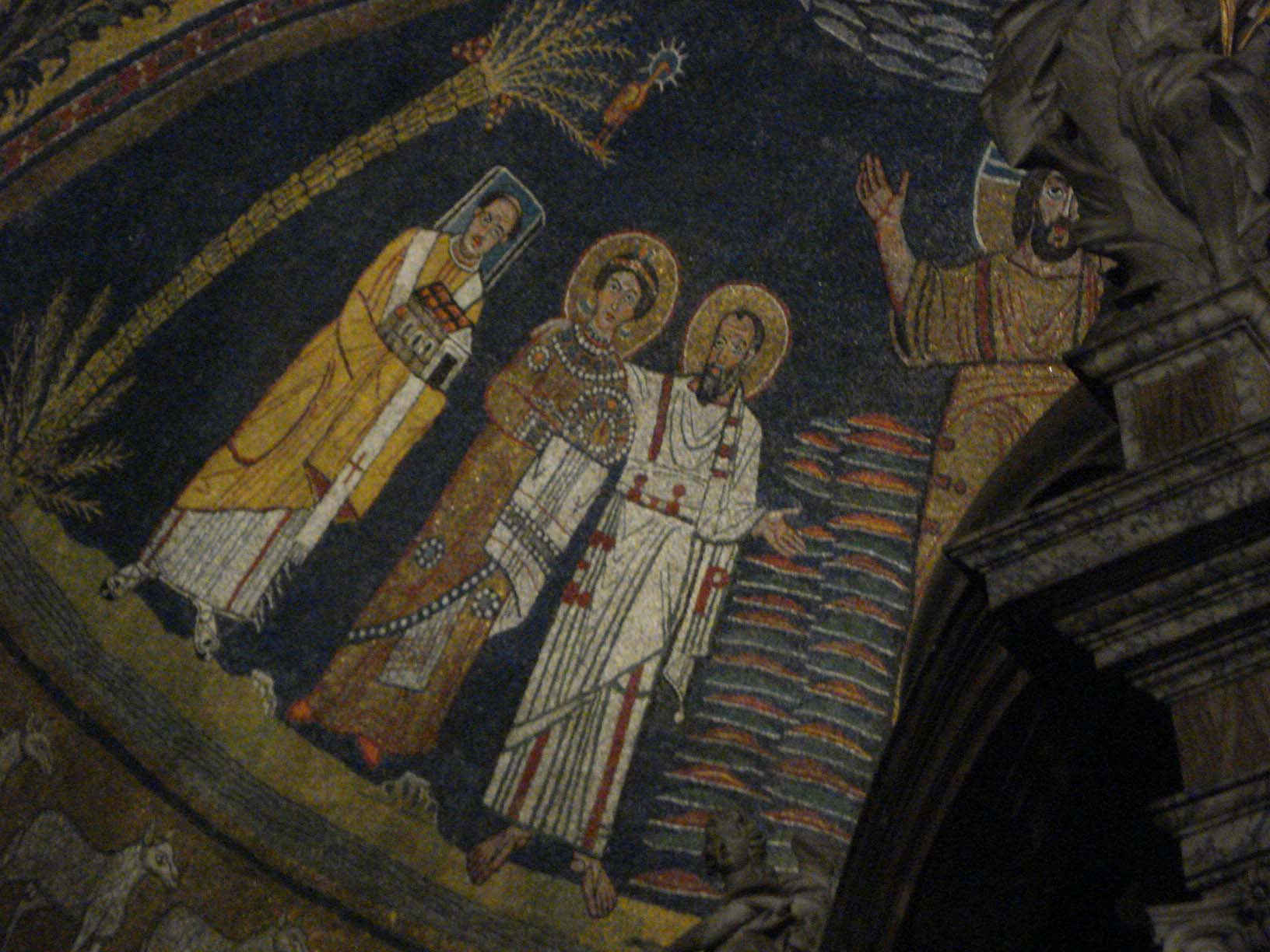
Конха апсиды (левая часть): Апостол Павел, Пракседа, Пасхалий I, пальма с фениксом (справа налево)
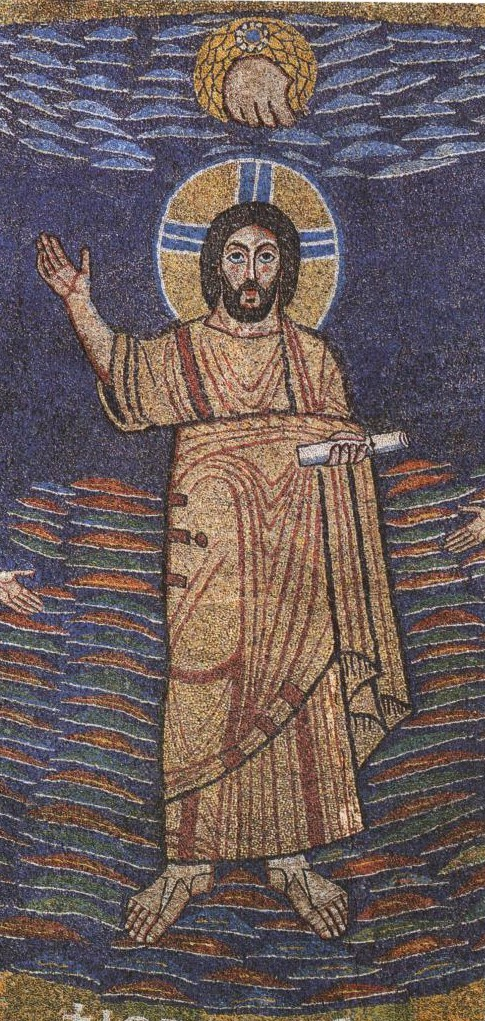
Конха апсиды (центр): Христос, грядущий на облаках
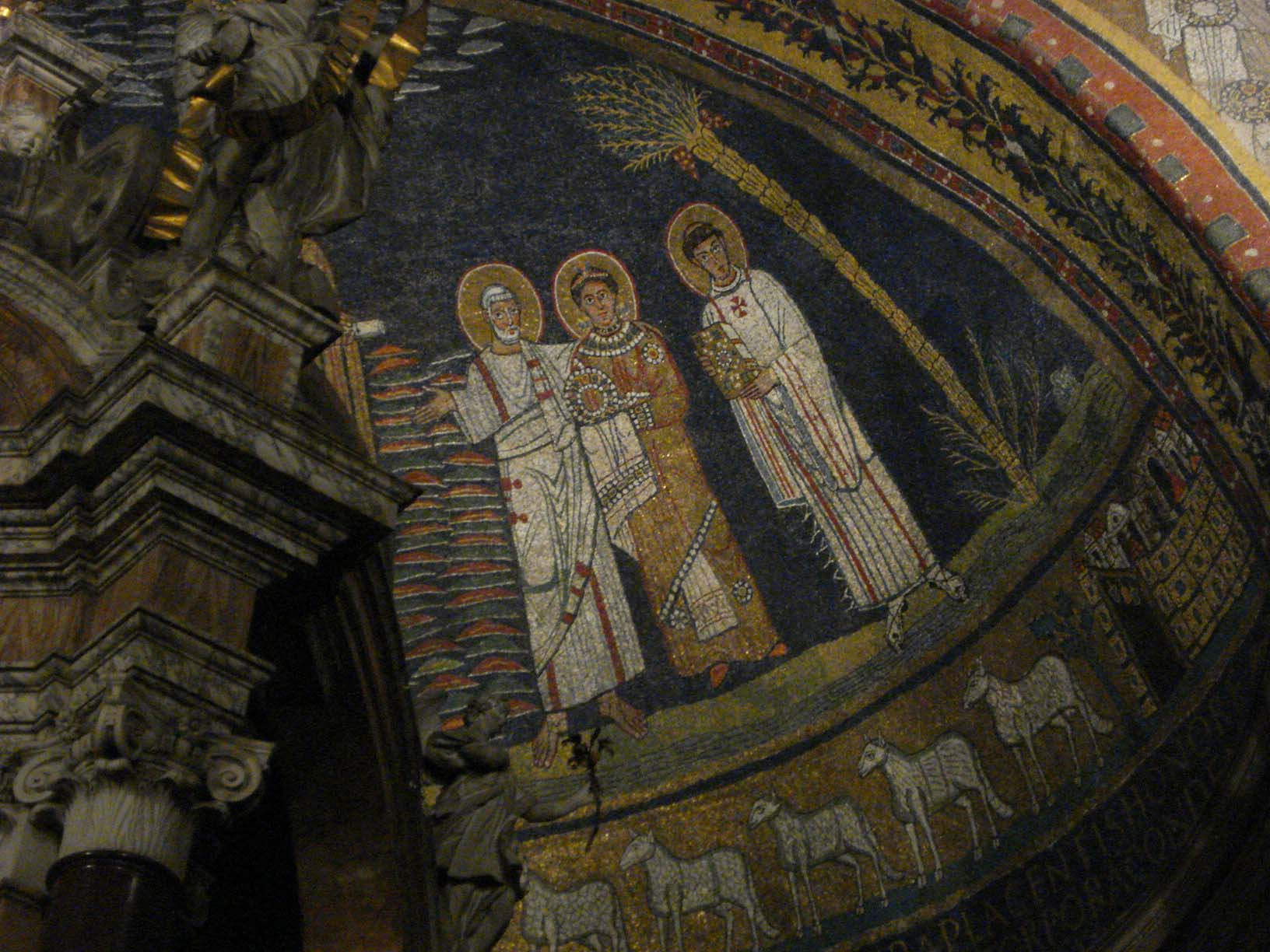
Конха апсиды (правая часть): Апостол Пётр, Пуденциана, святой Кириак (Зенон?) (слева направо)

### Мозаики арки апсиды

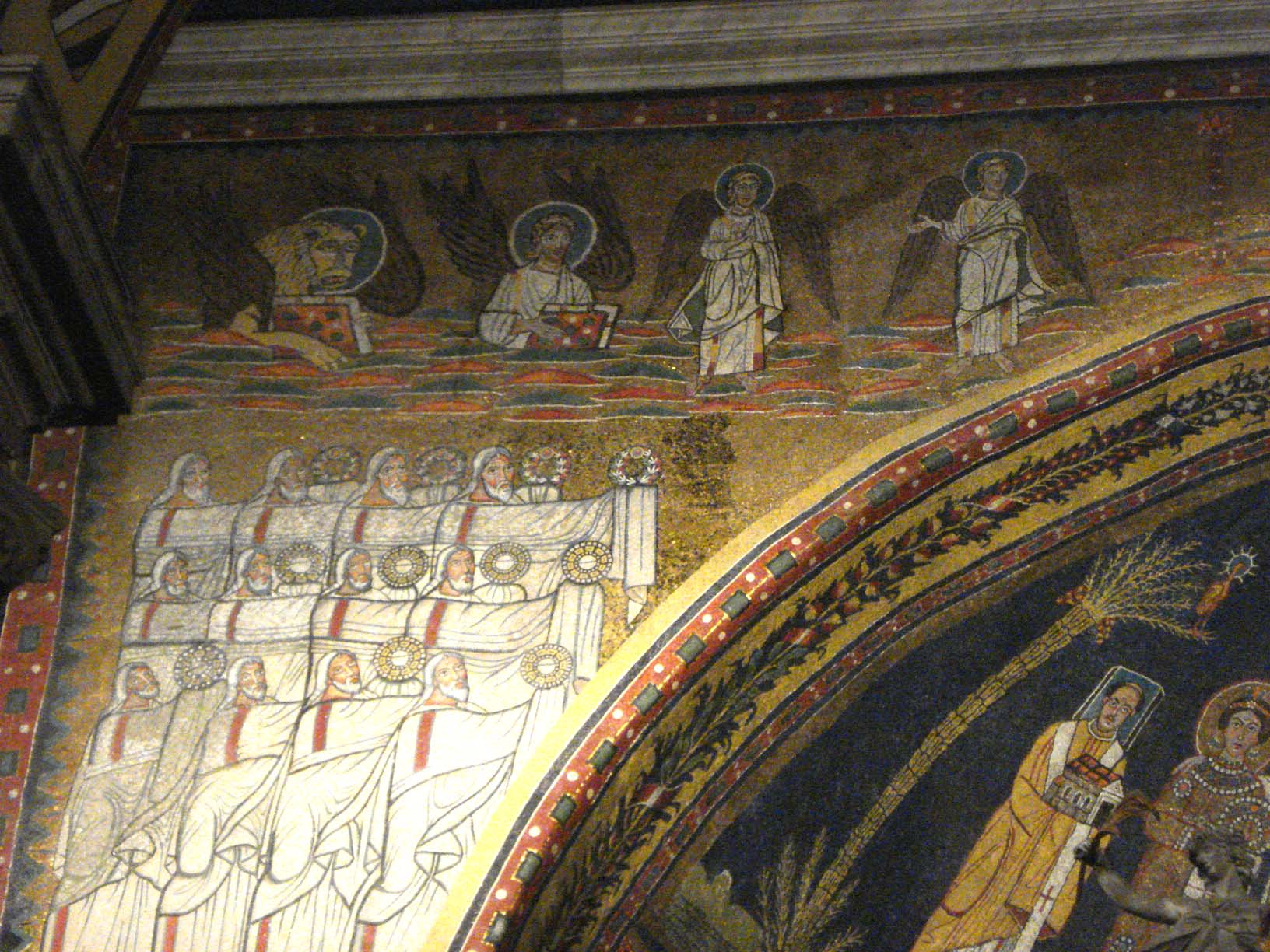
Левая половина арки апсиды

Мозаики предваряющей апсиду арки иллюстрируют 4 и 5 главы Апокалипсиса. В центре арки в синем медальоне изображён Христос в виде закланного Агнца (Отк. 5:6). Перед ним находится книга, запечатанная семью печатями, которую только Он один из живущих во вселенной может открыть (Отк. 5:1—5). Окружают медальон с Агнцем семь золотых светильников (Отк. 4:5), которые в Апокалипсисе обозначают семь церквей в Асии (Отк. 1:20), а истолкователями объясняются как вся полнота вселенской Церкви. Медальон и светильники окружают ангелы (по два — справа и слева) и таинственные существа Апокалипсиса — лев, человек (слева), орёл и телец (справа). Последние традиционно связываются с четырьмя евангелистами (Марком, Матфеем, Иоанном и Лукой соответственно) и поэтому изображены с Евангелиями в руках. Так как действие происходит на небесах, под ногами ангелов и животных плывут красные, синие и зелёные облака.

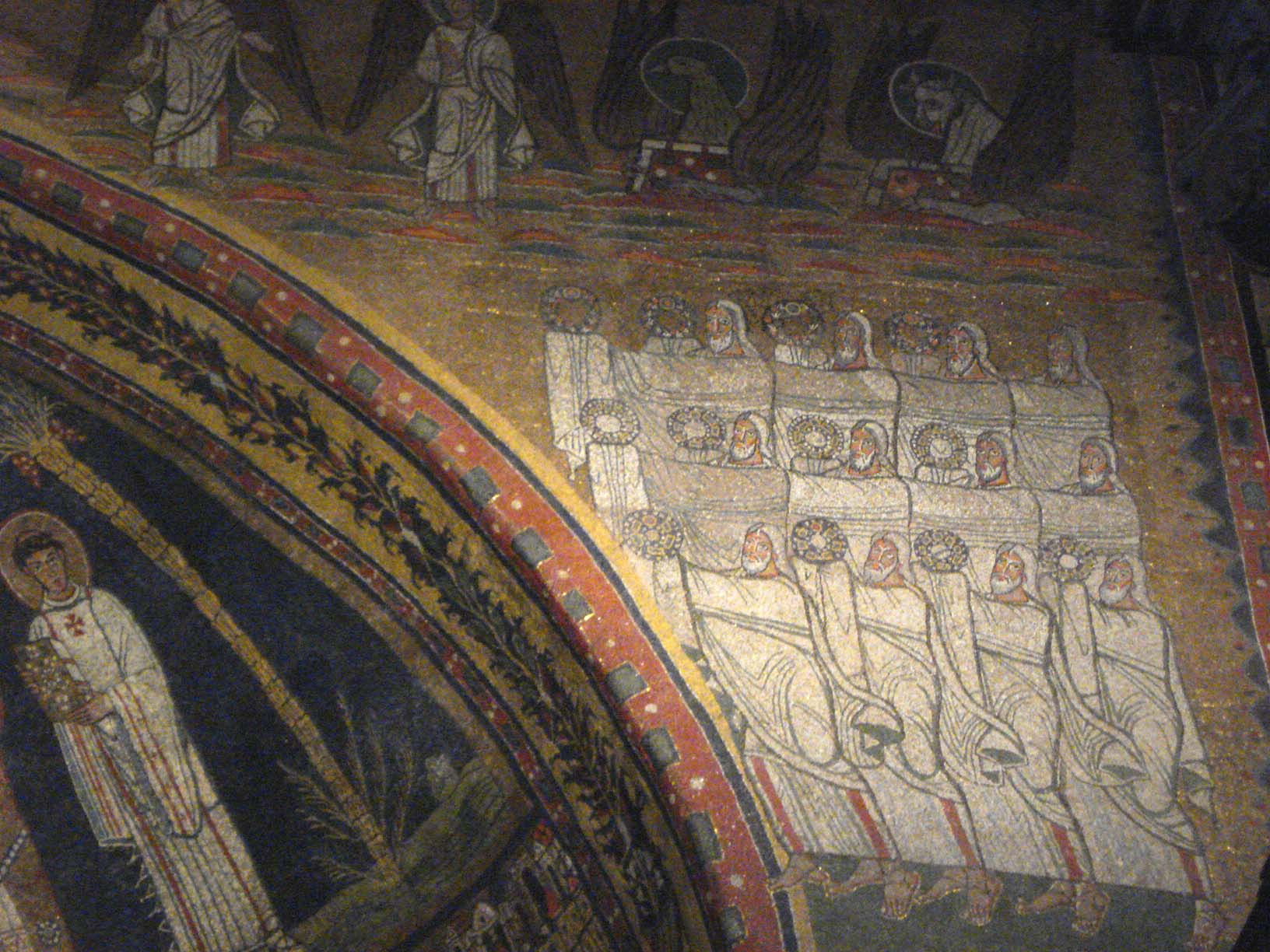
Правая половина арки апсиды

В нижнем регистре мозаики изображены 24 старца в белых одеждах и с золотыми венцами в руках (Отк. 4:4, 10). Количество старцев, представляющее собой удвоенное число 12, обычно толкуется как 12 патриархов колен Израилевых и 12 апостолов, то есть христиан из иудеев и язычников соответственно. Характерна чиста римская подробность мозаики — старцы полагают свои венцы перед Агнцем, держа их покрытыми руками. Именно так, покрытыми руками в Древнем Риме полагалось преподносить или принимать дары от императора.
Внутренняя поверхность арки покрыта растительными мотивами, а в центре её находится монограмма строителя базилики папы Пасхалия I.

### Мозаики триумфальной арки
Триумфальная арка, открывающая вход в пресбитерий из основного пространства главного нефа, также украшена сложной мозаикой на темы Апокалипсиса. Точный смысл всей композиции уже не может быть расшифрован, так как отдельные элементы мозаики были уничтожены в ходе перестройки базилики в XVI веке, а сама арка подверглась неудачной реставрации XIX века.

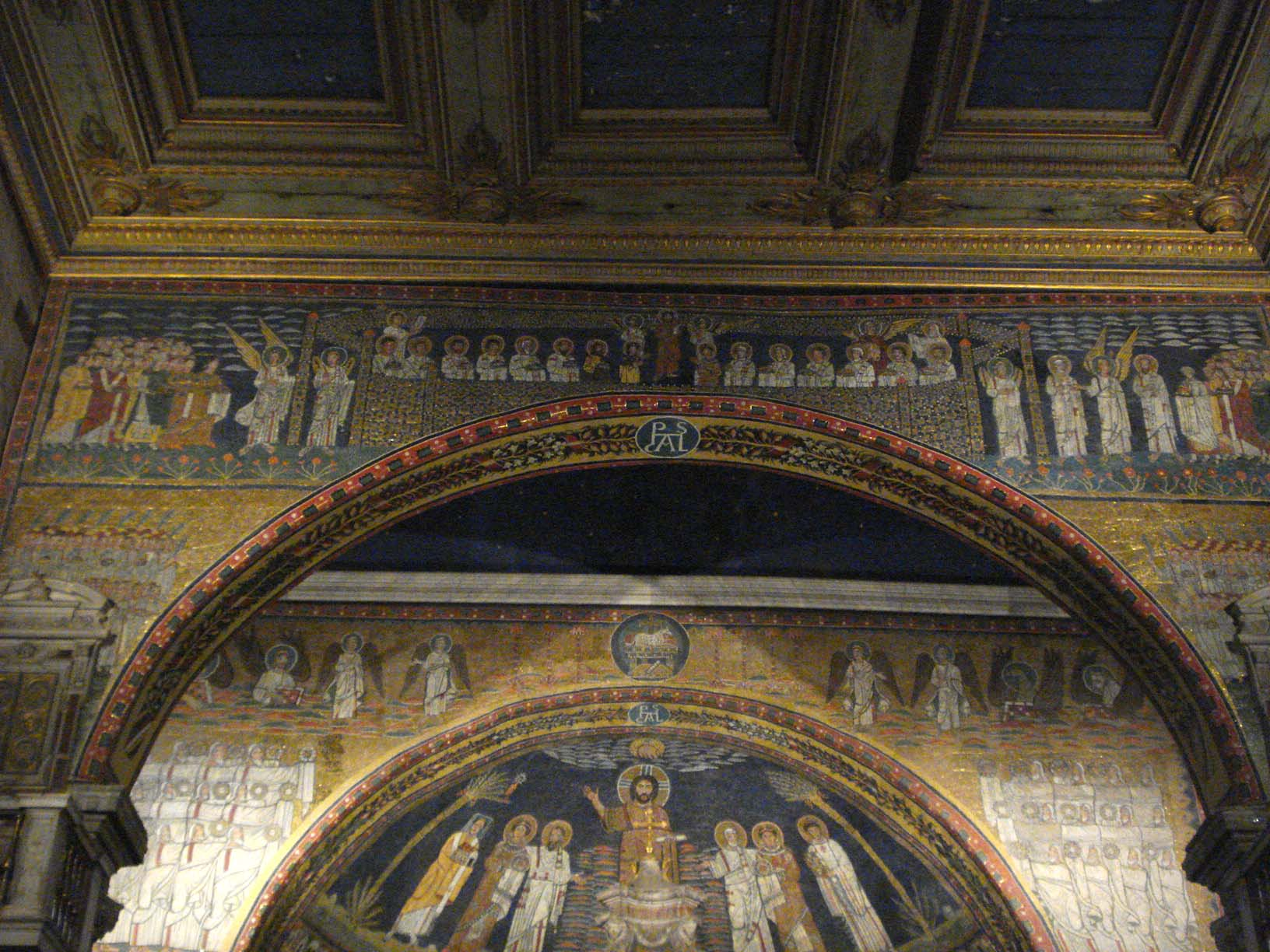
Триумфальная арка и арка апсиды

В середине мозаики изображён небесный Иерусалим со стенами, украшенными драгоценными камнями (Отк. 21:16-21). В центре города Христос, облаченный в алые с золотом одежды (Отк. 1:13), преподаёт благословение правой рукой, а в левой — держит свиток. За плечами Спасителя стоят два ангела с распростёртыми крыльями. По Его правую руку Ему предстоят Богородица, Иоанн Креститель (узнаваем по характерным чертам) и шесть апостолов; по левую — святая Пракседа и ещё шесть апостолов. Самую дальнюю позицию по правую руку Христа занимает Моисей, держащий в руках таблицу со словом Lex; по левую — Илия, простирающий к Спасителю покрытые белым полотном руки. Рядом с Илией находится ещё один апокалиптический персонаж — ангел, совмещающий в себе двух вестников Откровения, так как держит в одной руке раскрытую книгу (Отк. 10:1-2), а в другой — «золотую трость для измерения города и ворот его и стены его» (Отк. 21:15).
Врата небесного Иерусалима охраняют ангелы (Отк. 21:12), и к этим вратам движутся толпы спасённых, удостоенных войти в город. Группу в левой части мозаики ведёт ангел; в правой — ангел с апостолами Петром и Павлом. Правая группа спасённых серьёзно повреждена в XVI и XIX веках, зато в левой наблюдаются епископы, облачённые в ризы и паллий, должностные лица в разноцветных хламидах и богато одетые женщины. Все они держат в руках золотые венцы. Обычно эти две группы связывают с последними стихами 21 главы Откровения: «Спасенные народы будут ходить во свете его, и цари земные принесут в него славу и честь свою. Ворота его не будут запираться днем; а ночи там не будет. И принесут в него славу и честь народов. И не войдет в него ничто нечистое и никто преданный мерзости и лжи, а только те, которые написаны у Агнца в книге жизни» (Отк. 21:24-27).
Более сложными для истолкования являются две группы мужчин, находящиеся в правой и левой частях нижнего регистра мозаики. Они облачены в белые одежды, держат в руках золотые венцы и ветви пальм. Этими людьми, согласно различным версиям, могут быть:
- 144 000 запечатленных из сынов Израилевых (по 12 000 от каждого из 12 колен Израилевых — Отк. 7:4-8);
- спасённые, о которых Апокалипсис говорит: «Великое множество людей, которого никто не мог перечесть, из всех племен и колен, и народов и языков, стояло пред престолом и пред Агнцем в белых одеждах и с пальмовыми ветвями в руках своих. И восклицали громким голосом, говоря: спасение Богу нашему, сидящему на престоле, и Агнцу!» (Отк. 7:9-10).
- 2300 мучеников, мощи которых были перенесены Пасхалием I в базилику.

Точная идентификация этих групп невозможна, так как часть мозаики была уничтожена по указанию Карло Борромео при сооружении балконов (poggioli) для демонстрации реликвий.

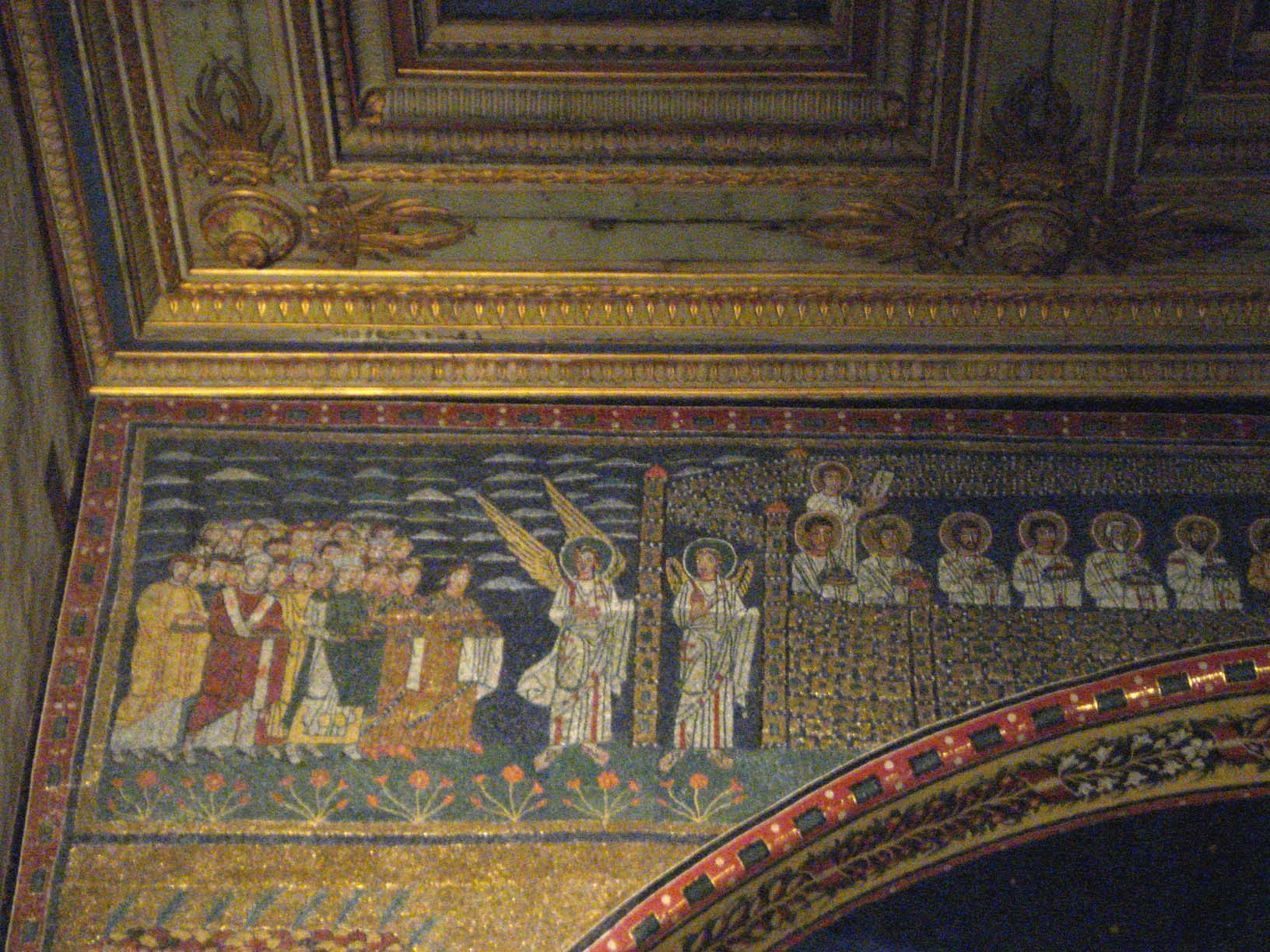
Левая часть
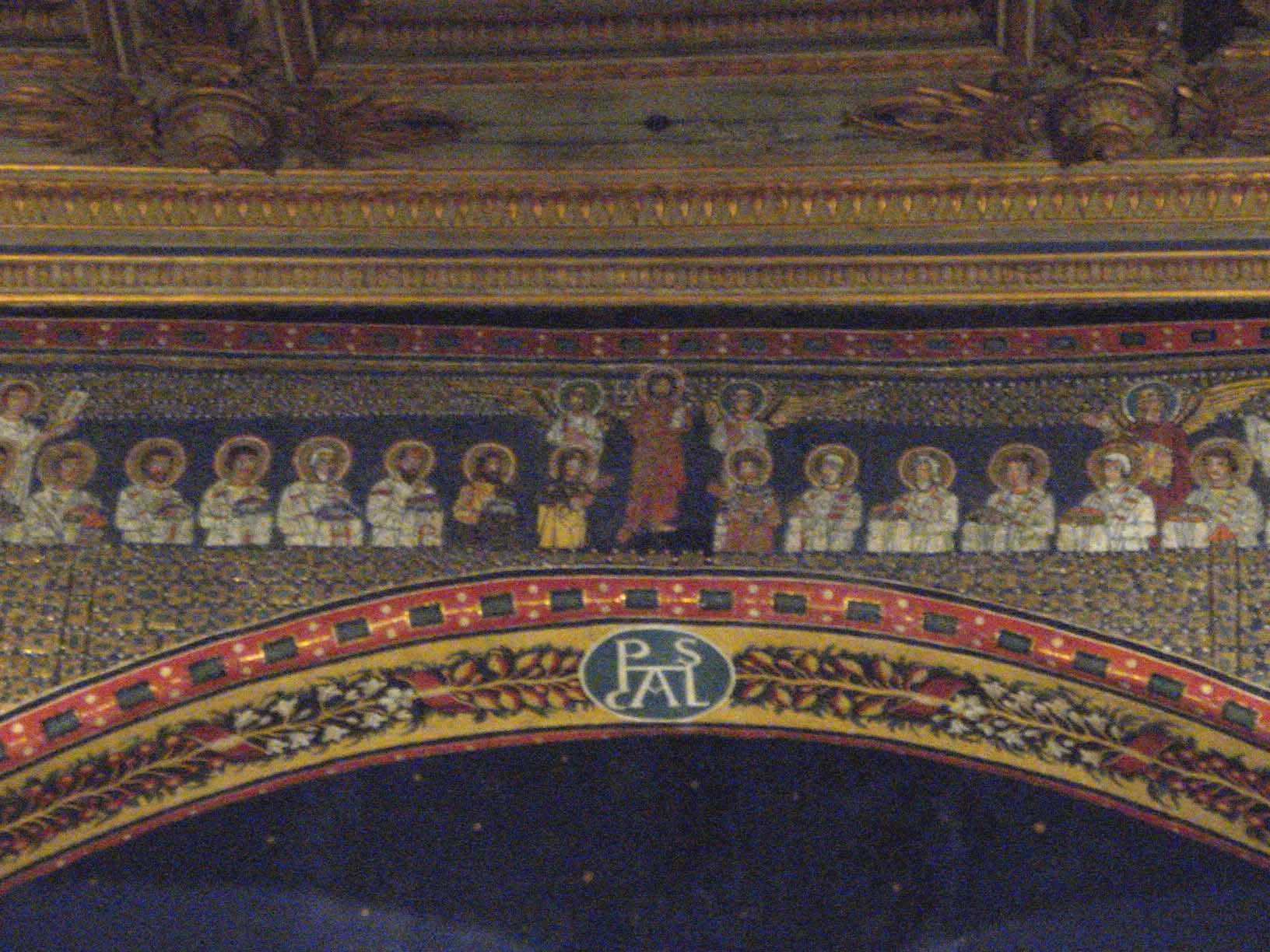
Центр
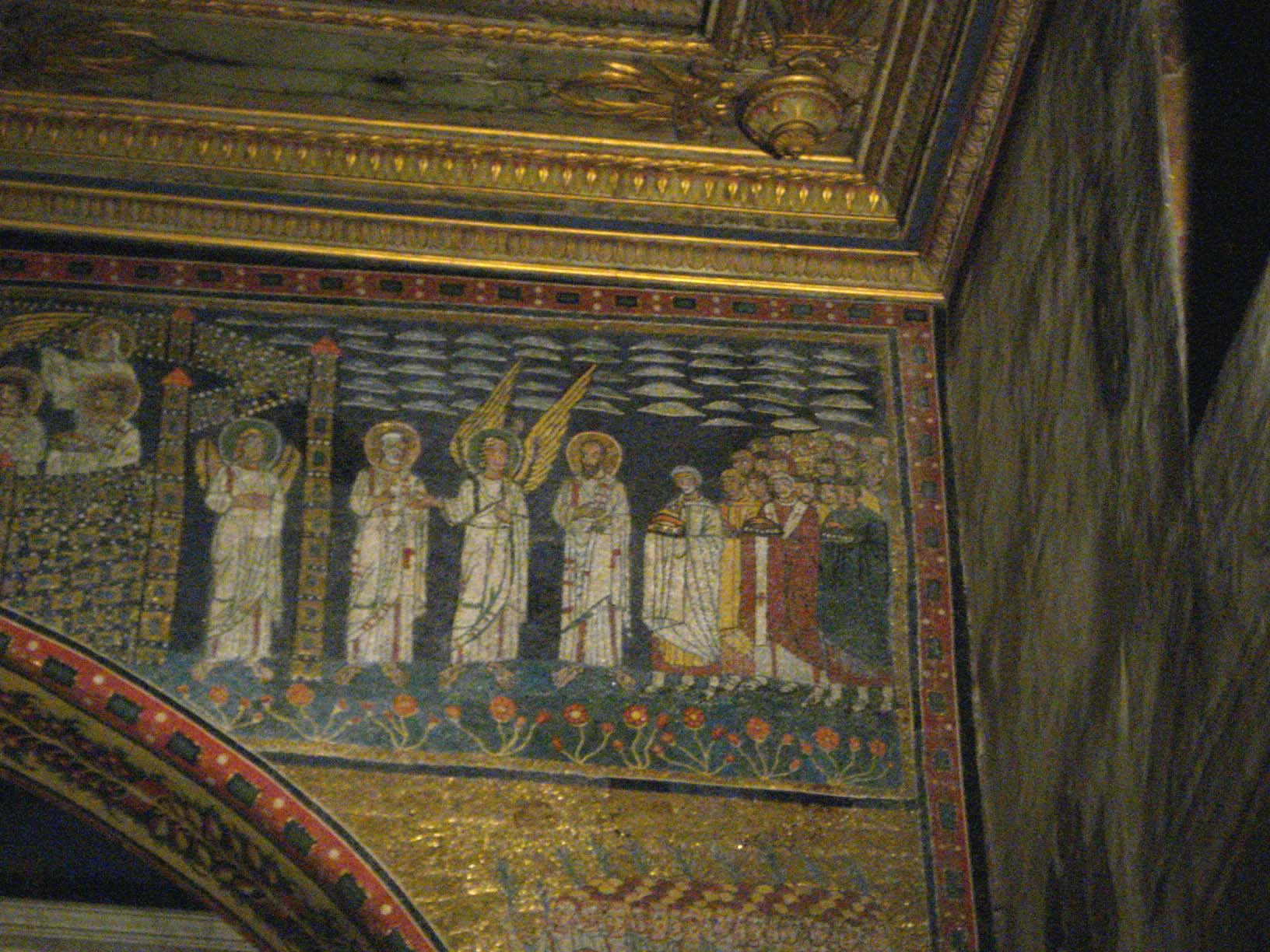
Правая часть

## Капелла святого Зенона

### История капеллы
Капелла святого Зенона была построена папой Пасхалием I в качестве будущей усыпальницы для своей матери Феодоры. Капелла является одним из немногих примеров раннесредневековой оратории, пристроенной к основному церковному зданию и имеющей собственный купол. О святом Зеноне, в честь которого освящена капелла, и мощи которого были помещены под её престолом, практически ничего неизвестно. Некоторые эпитафии, найденные в базилике, позволяют считать, что Зенон был диаконом и служил вместе со святым пресвитером Валентином (ничего общего с покровителем влюблённых не имеющим).
Капелла была украшена мозаиками, авторами которых были греческие монахи, бежавшие в Рим из Византии от второй волны иконоборчества. За великолепие мозаик капелла святого Зенона получила ещё при жизни своего основателя наименование Hortus Paradisi — «Райский сад». Другим популярным названием капеллы является Sancta Maria libera nos a poenis inferni, связанная с дарованной, как утверждается, ещё Пасхалием I привилегией, освобождающей из чистилища душу, об упокоении которой здесь будет отслужено пять месс. Местная традиция говорит о том, что и сам Пасхалий I был погребён в капелле, но Liber Pontificalis однозначно утверждает, что папа был похоронен в соборе святого Петра.

### Мозаики капеллы
Над входом в капеллу размещены две полукруговых серии золотых медальонов на синем фоне. На медальонах «внешнего» полукруга изображён Христос (в центре) и двенадцать апостолов, «внутреннего» — Богородица с Младенцем (в центре), справа и слева от неё двое святых мужей (предполагается, что это- святые Валентин и Зенон), а затем святые жены (по четыре с каждой стороны). За пределами полукругов также в медальонах представлены Моисей и Илия. Уже во время реставрации XIX века византийская мозаика была дополнена снизу портретами двух пап — Пасхалия I и его преемника Евгения II.
Мозаика контрфасада (входная стена, но уже внутри капеллы) содержит типично византийский сюжет — Престол уготованный (символ ожидающегося второго пришествия Христова). Престолу молитвенно предстоят апостолы Пётр (в левой руке — ключами) и Павел (в левой руке — свиток вместо привычного меча).

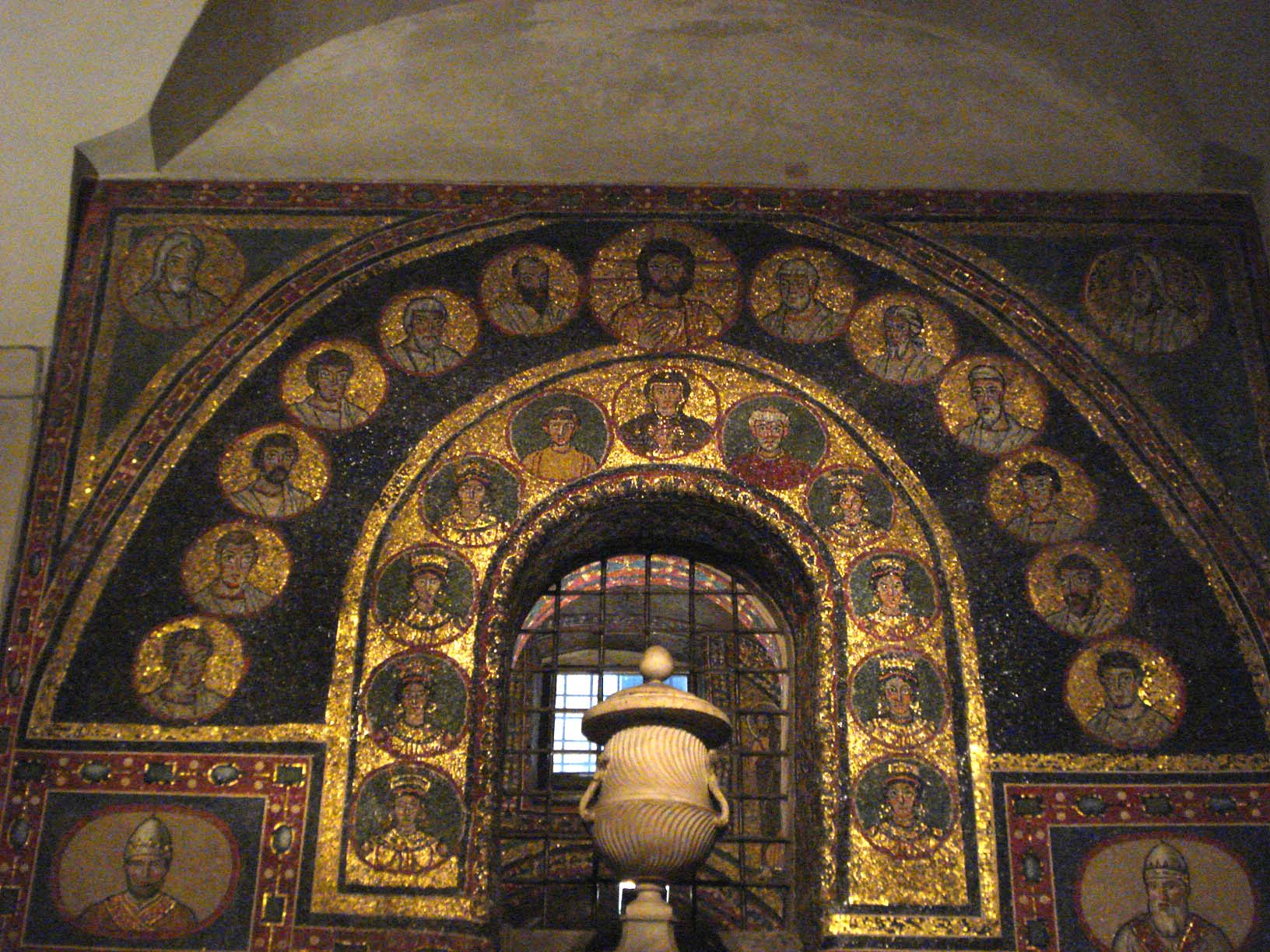
Фасад капеллы
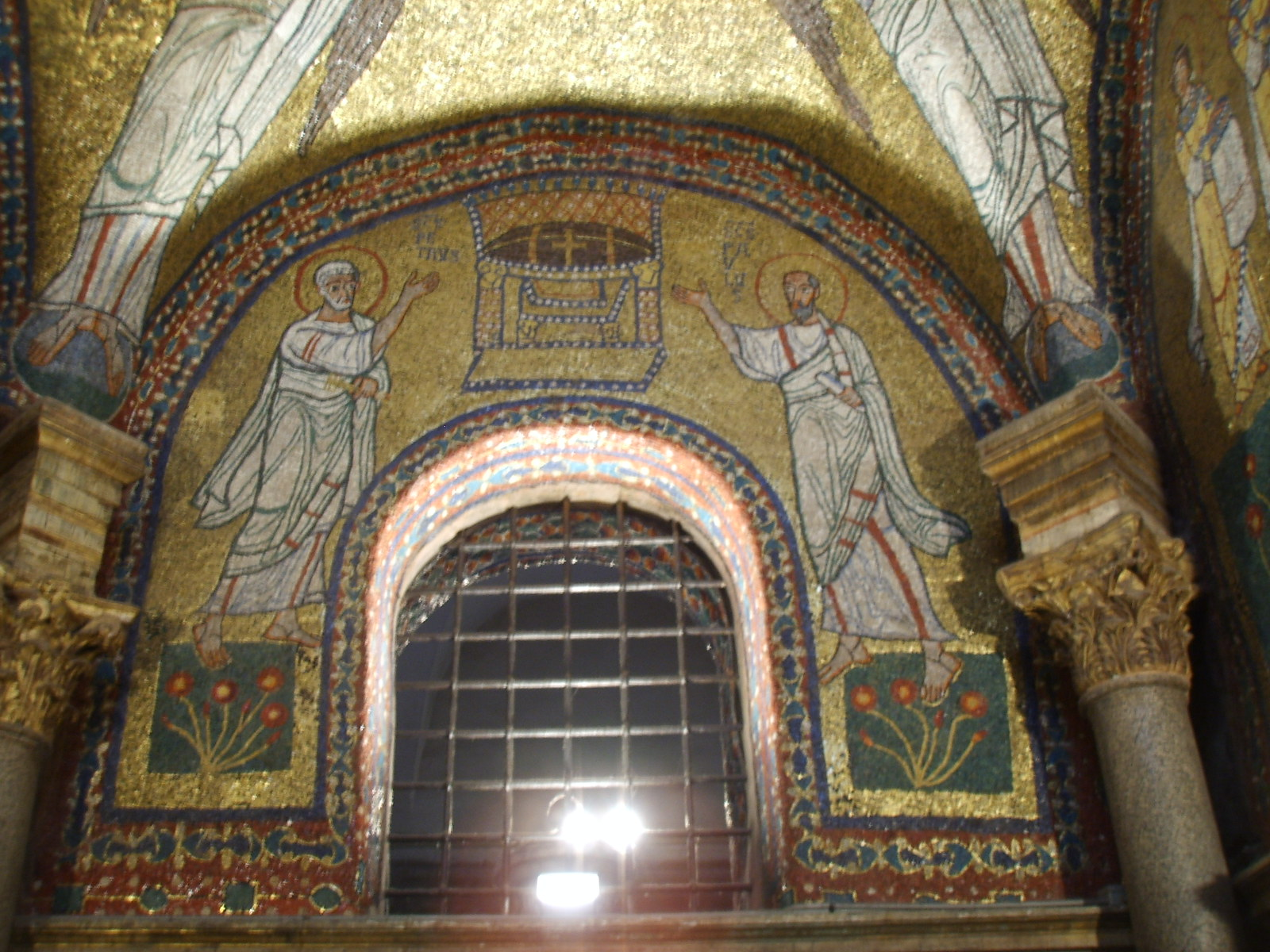
Контрфасад капеллы

На левой от входа стене капеллы изображены святые Агнесса, Пуденциана и (отделённая глухим окном) Пракседа. Святые девы следуют в процессии по направлению к алтарю капеллы, они облачены в золотые одежды с драгоценными камнями, в их покрытых белыми вуалями руках — золотые венцы. Как и на мозаиках апсиды святые, удостоившиеся славы на небесах, преподносят свои венцы Христу, а покрытые вуалями руки напоминают о римском обычае преподносить дары императору покрытыми руками.
Арочный проход в левой стене, ведущий в соседнее помещение (где с 1474 года покоится кардинал Четиви), также богато украшен мозаиками. Внутренняя поверхность арки, помимо цветочных узоров, содержит маленькую мозаику, изображающую сошествие Христа во ад. Христос изображён в голубой мандорле, символизирующей Его славу, от Него во все стороны исходят лучи света, за ним следует ангел, Его встречают Адам и Ева. На заднем плане мозаичисты изобразил скованную и побеждённую Смерть.
Ниша под аркой содержит две мозаики. На верхней изображён Христос в виде Агнца, стоящий на вершине холма, с которого стекают четыре реки (аналогичный сюжет есть в конхе апсиды). Из ручьёв утоляют жажду олени и лани, напоминающие о стихе 41 псалма: «Как лань желает к потокам воды, так желает душа моя к Тебе, Боже!» (Пс. 41:2). На нижней мозаике ниши изображены Богородица в окружении святых Пуденцианы и Пракседы, а слева от этой группы находится портрет Феодоры, матери Пасхалия I, для погребения которой и предназначалась капелла. На момент работы над мозаикой Феодора была ещё жива, на что указывает квадратный голубой, а не круглый золотой, нимб над её головой. Многочисленные спекуляции у исследователей вызывает надпись над головой Феодоры: TEODO (ra) EPISCOPA. Наиболее простым объяснением наименования Феодоры «епископой» является глубокое почтение к матери правящего папы. Тем не менее, иногда высказывается экзотическое (особенно на фоне возникшей в ряде протестантских деноминаций практики женского священства) предположение о священном сане Феодоры. Никаких сторонних свидетельств об этой «женщине-епископе», тем не менее, не обнаружено.

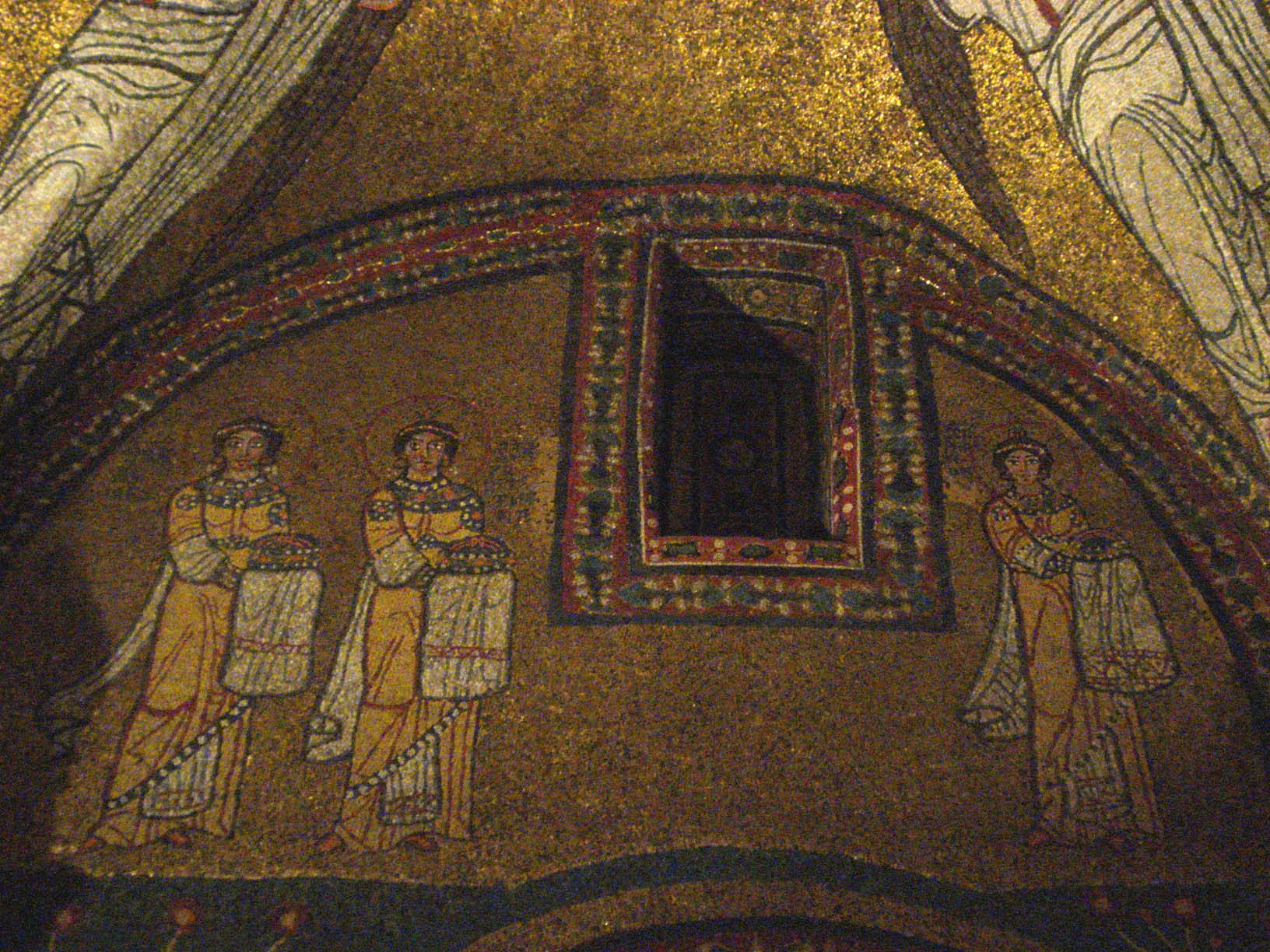
Святые Агнесса, Пуденциана и Пракседа (слева направо)
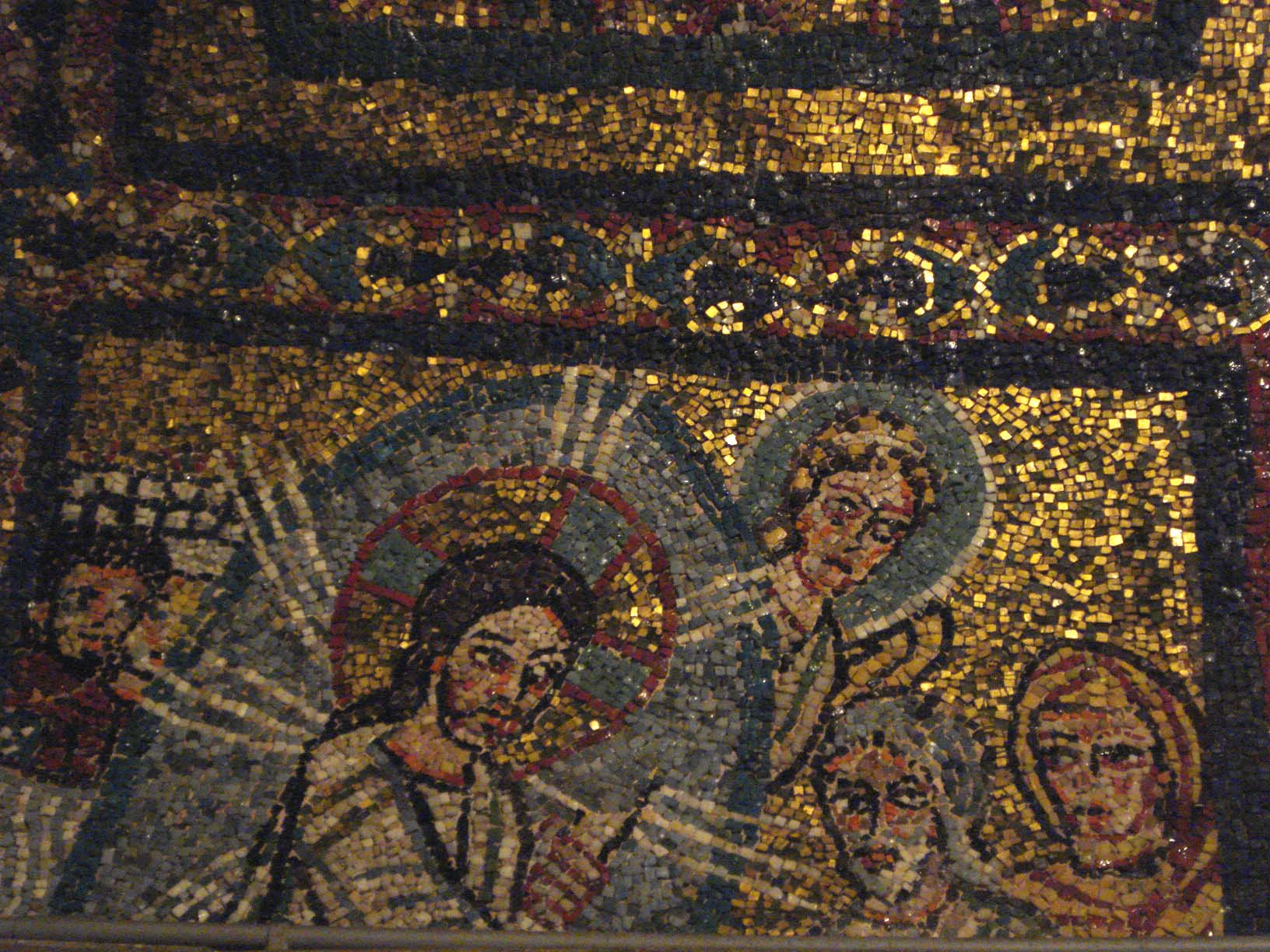
Сошествие во ад
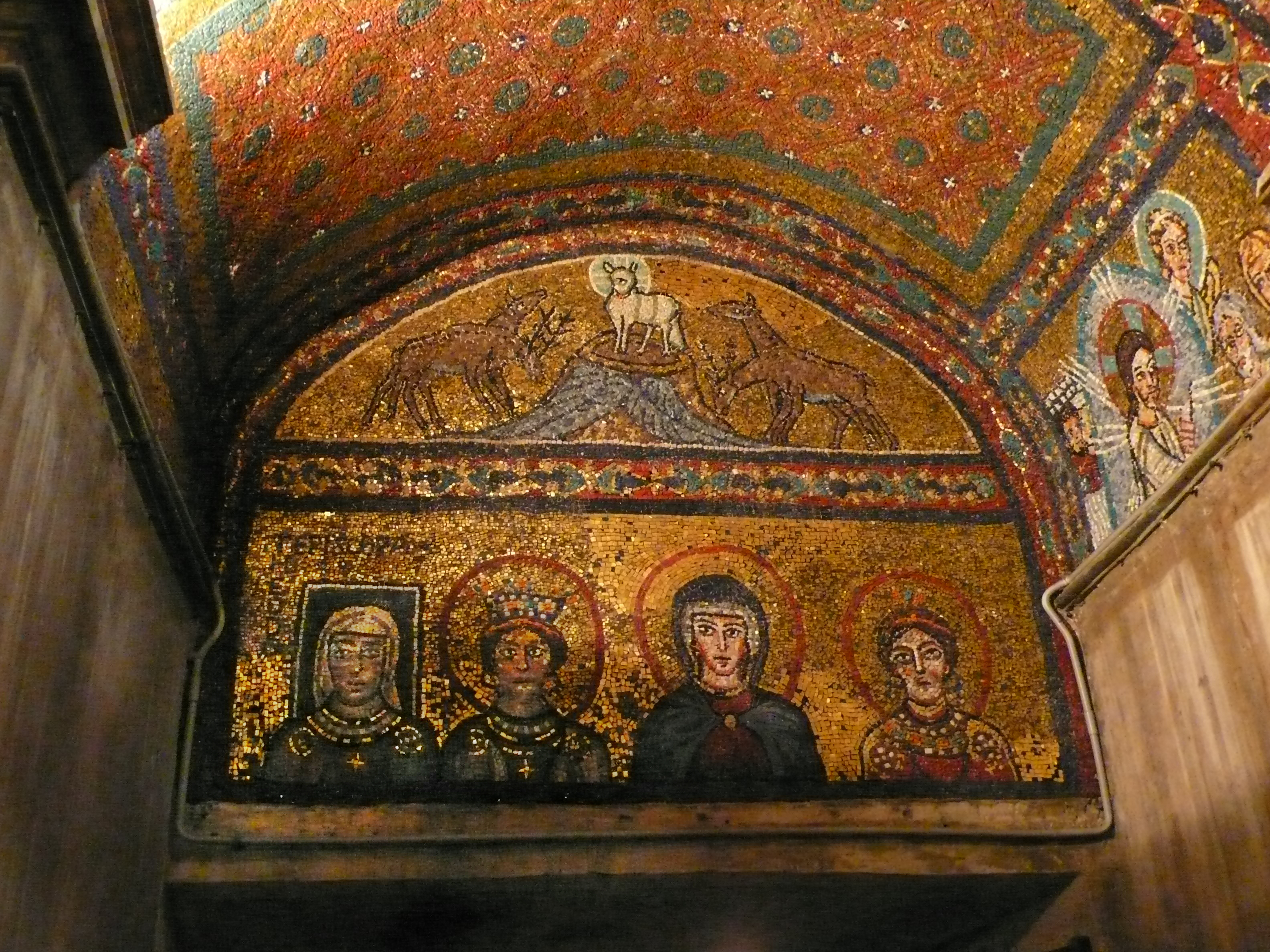
Агнец Божий и лани (наверху); Богородица со святыми Пракседой и Пуденцианой, и «Феодора епископа» (внизу)

Симметрично левой обустроена правая от входа стена капеллы. В верхней её части изображены идущие к алтарю апостолы Иаков и Андрей, навстречу им следует Иоанн Богослов с Евангелием в руках, отделённый от собратий глухим окном. Арочный проём в стене ведёт в помещение, в котором с 1699 года хранится столб бичевания. В нише арки изображён Христос Вседержитель, благословляющий правой рукой, а в левой руке держащий Евангелие. По сторонам от него представлены два неизвестных святых мужа, в которых иногда видят святых пресвитера Валентина и диакона Зенона. Внутренняя поверхность арки покрыта сложными растительными орнаментами.

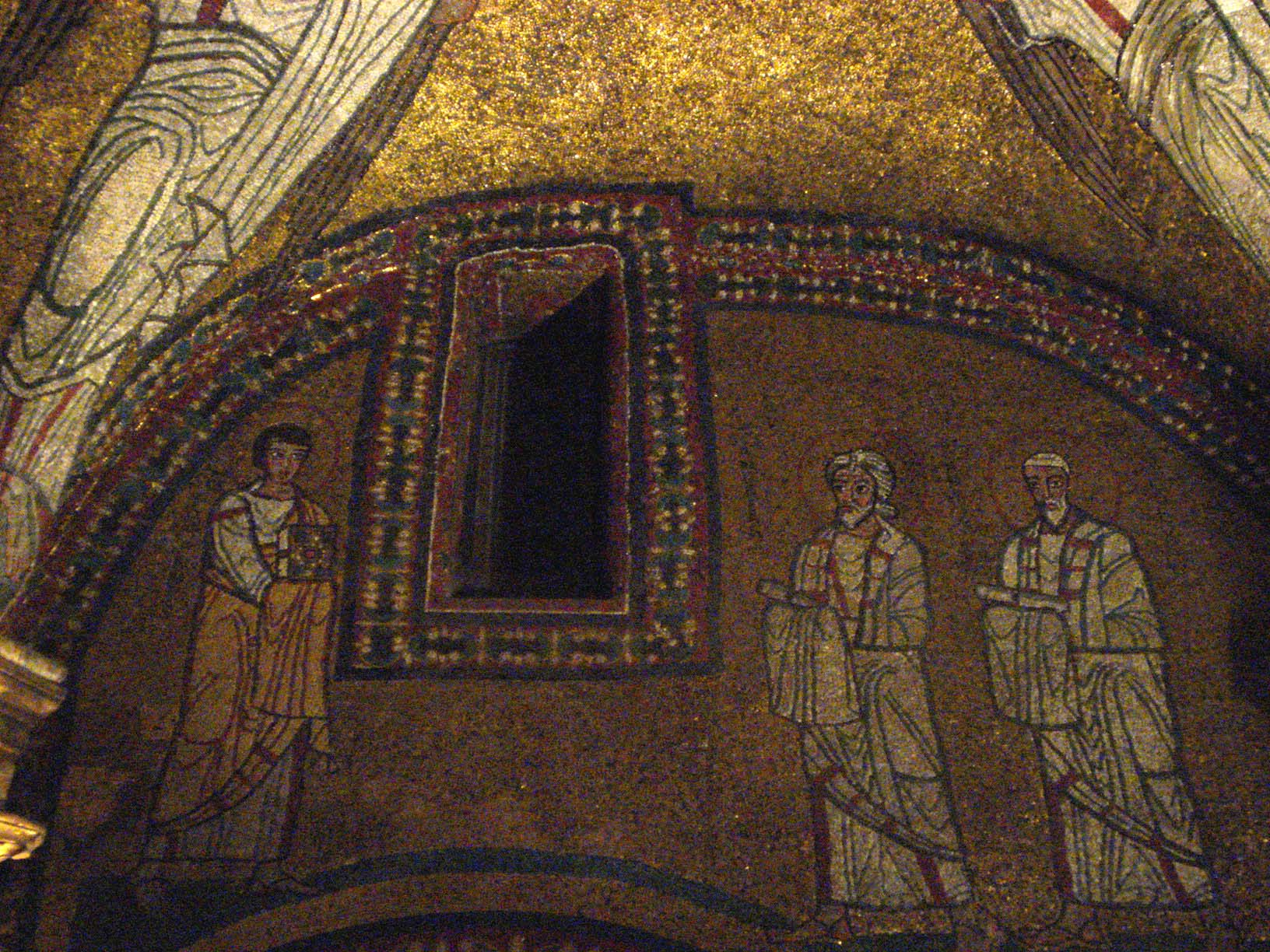
Апостолы Иоанн, Андрей и Иаков (слева направо)
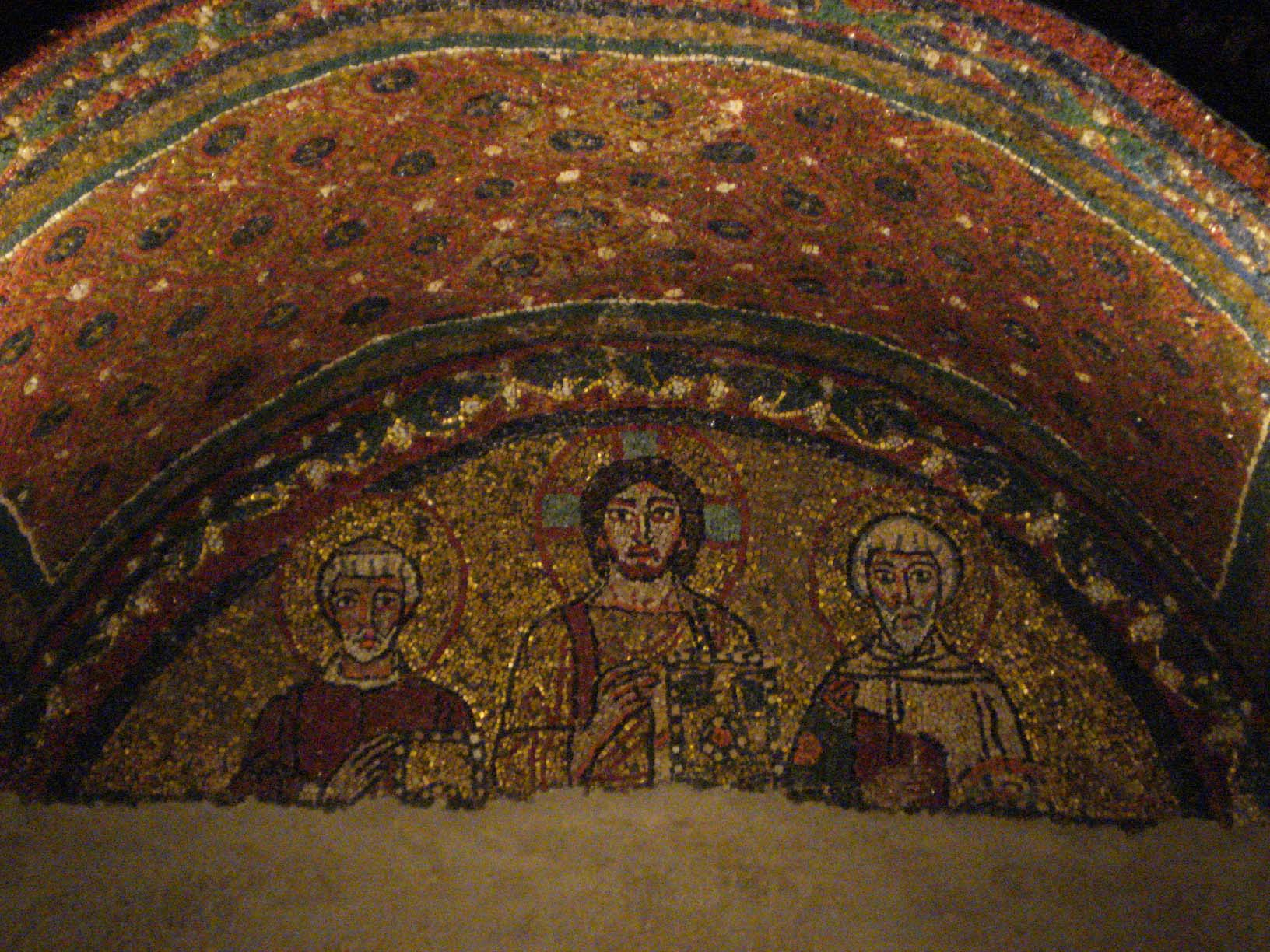
Христос с св. Валентином (?) и Зеноном (?)

Алтарь капеллы расположен в нише напротив входа. Единственное внешнее окно капеллы находится над алтарём и, помимо функции естественного освещения, имеет ещё и символическое значение. С двух сторон от оконного проёма мозаичисты изобразили Богородицу и Иоанна Крестителя, молитвенно простёрших руки к окну. Вовлекая в рассмотрение мозаики левой и правой стен, можно заметить, что композиция мозаик капеллы схожа с типичным византийским деисисом: слева к алтарю обращаются в молитве святые жены (Богородица, святые Пракседа, Пуденциана и Агнесса), справа — святые мужи (Иоанн Креститель, Иоанн Богослов, апостолы Андрей и Иаков). Центральное место в деисисе должен занимать Христос, Свет невечерний, заменённый, по замыслу мозаичистов, естественным светом, льющимся из единственного внешнего окна капеллы. При таком рассмотрении занимает логическое место в композиции капеллы сцена Преображения Христова, помещённая мозаичистами в нише под окном (и соответственно над алтарём).

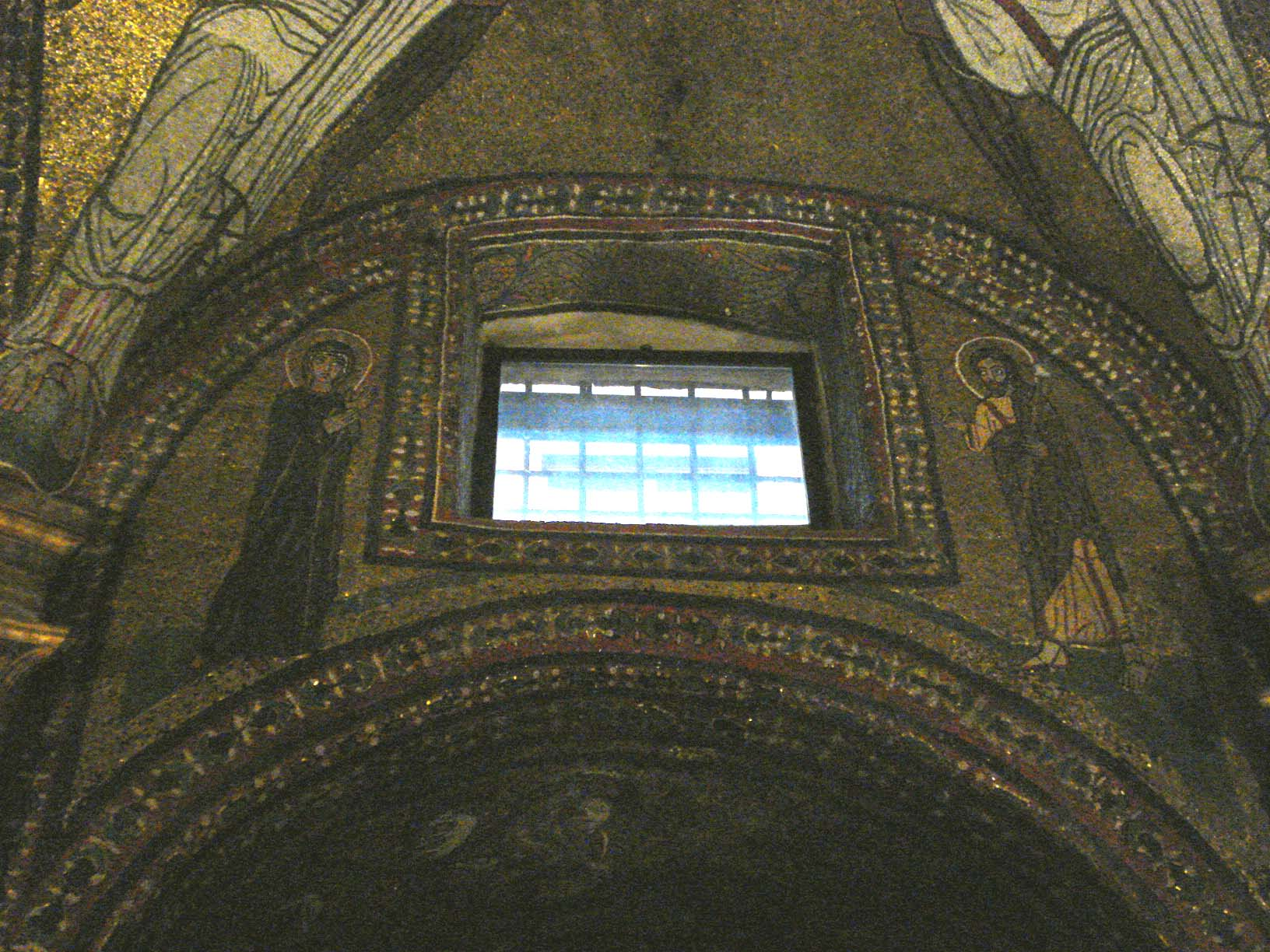
Богородица и Иоанн Креститель
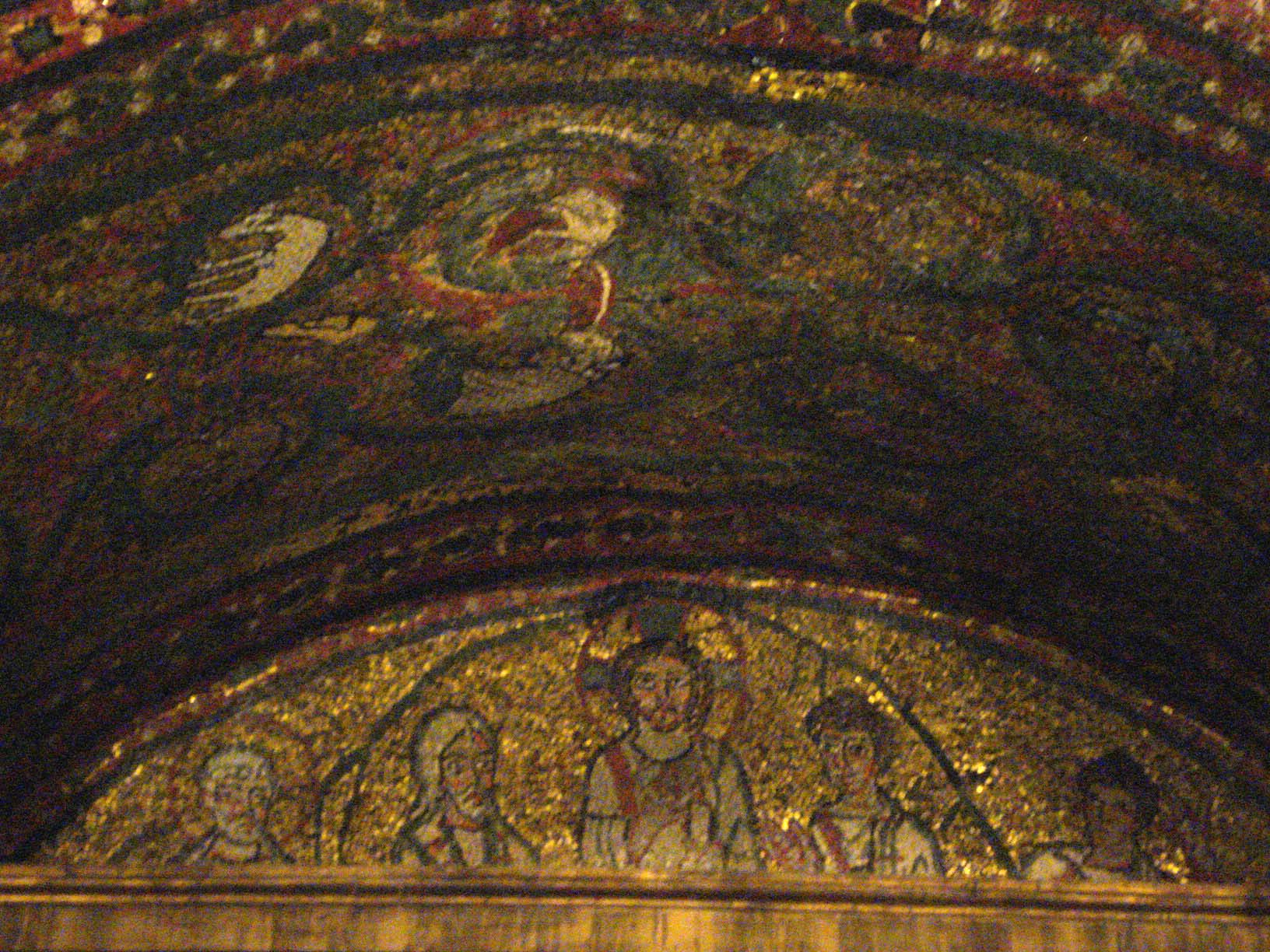
Преображение Христово
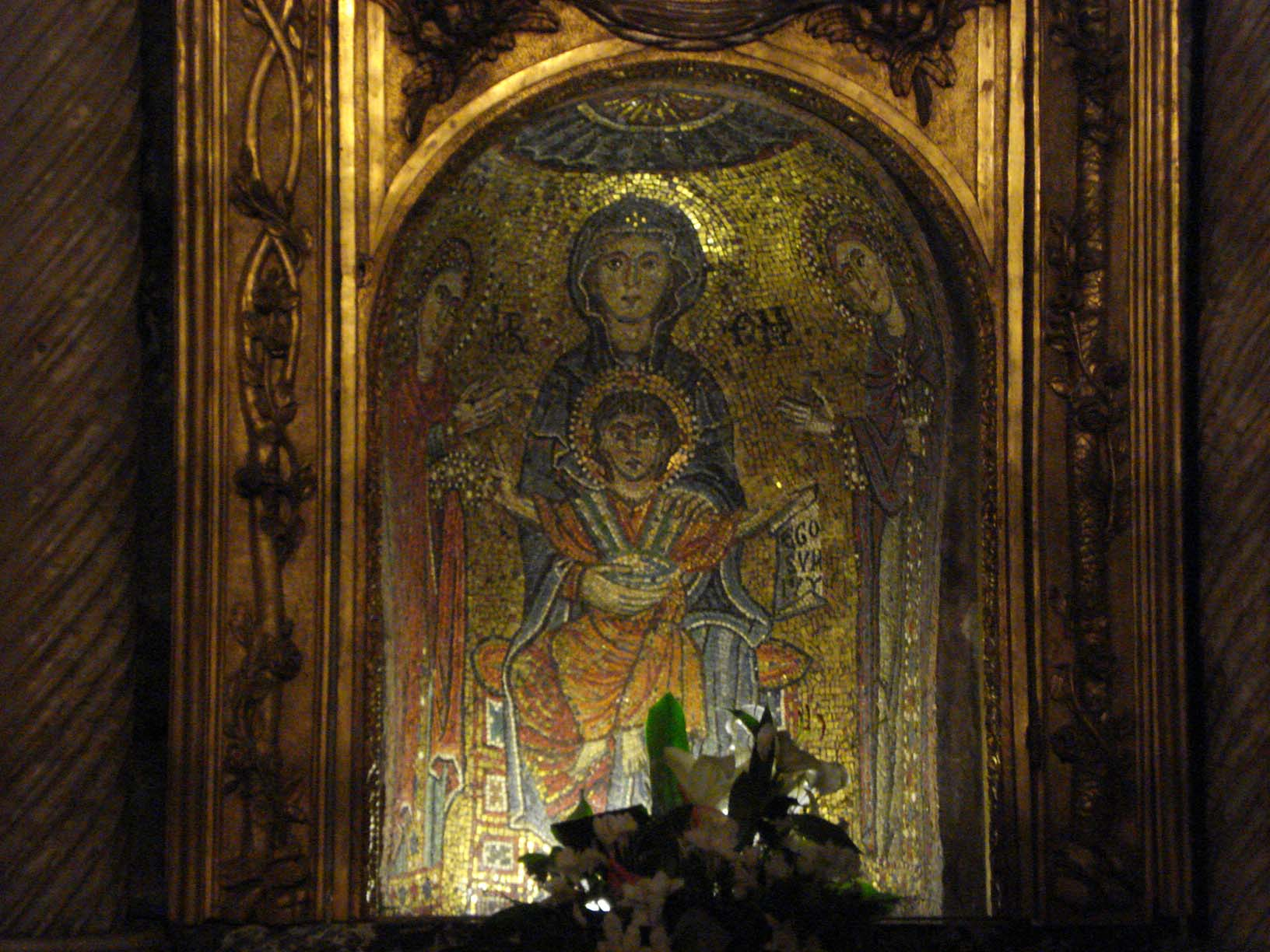
Богородица с Младенцем и предстоящими Пракседой и Пуденцианой

Изложенное объяснение является наиболее распространённым объяснением композиции мозаик капеллы святого Зенона, но имеет значительный изъян. В деисисном ряду вызывающе неправильно изображён Иоанн Богослов, обращённый лицом не к окну, свет из которого изображает здесь Христа, а в противоположную сторону. Такое расположение персонажей может быть объяснено при включении в рассмотрение мозаики купола.

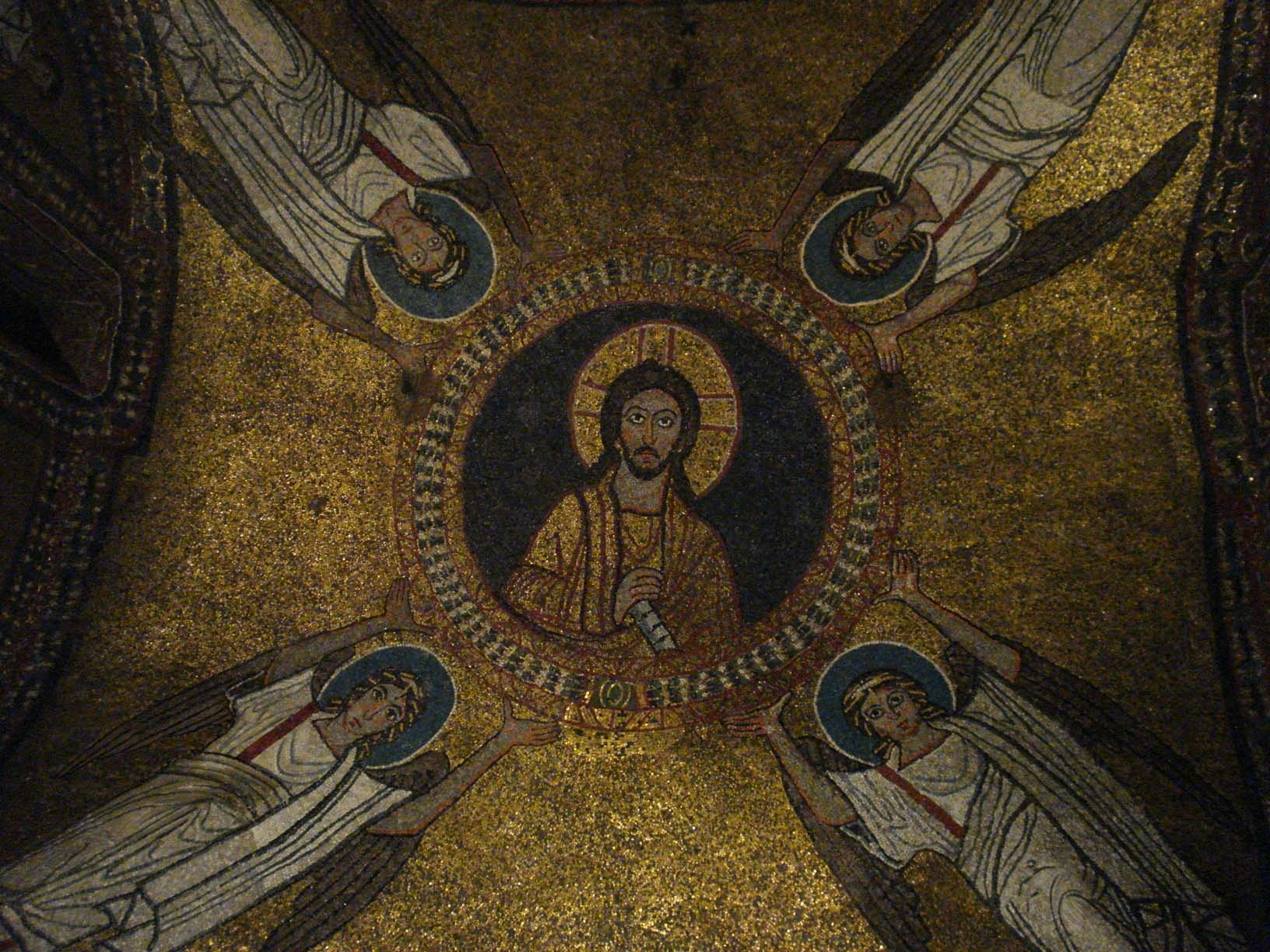
Христос Вседержитель в куполе капеллы

В центре купола изображён в медальоне Христос Вседержитель. Медальон поддерживают руками четыре ангела в белых одеждах, стоящие в свою очередь, на позолоченных капителях колонн. Эти колонны просто приставлены к стене и не несут никакой физической нагрузки, их назначение символическое — поддерживать фигуры ангелов. Если считать, что Христос в куполе является смысловым центром капеллы, вся мозаичная композиция прочитывается следующим образом. Все святые, изображённые на четырёх стенах капеллы, в том числе и «неправильно» обращённый Иоанн Богослов, индивидуально возносят свои молитвы и повергают свои венцы перед Христом, смотрящим сверху из купола, а не несут их в организованной процессии к алтарю. В таком прочтении мозаики капеллы не вовлекают молящихся в «горизонтальную» процессию святых, а увлекают их в «вертикальном» направлении непосредственно к престолу Христа. Эта интерпретация мозаик оставляет вне внимания внешнее окно капеллы, делая его лишним в сложной композиции.
Непосредственно над алтарём находится ещё одна мозаика — Богородица с Младенцем с предстоящими святыми Пракседой и Пуденцианой. Долгое время эта мозаика считалась частью первоначальной композиции IX века, но последние исследования относят время её создания к XIII веку. Тем не менее, её авторы руководствовались византийскими моделями, так что мозаика органично вписалась в общую композицию капеллы.

## Колонна бичевания

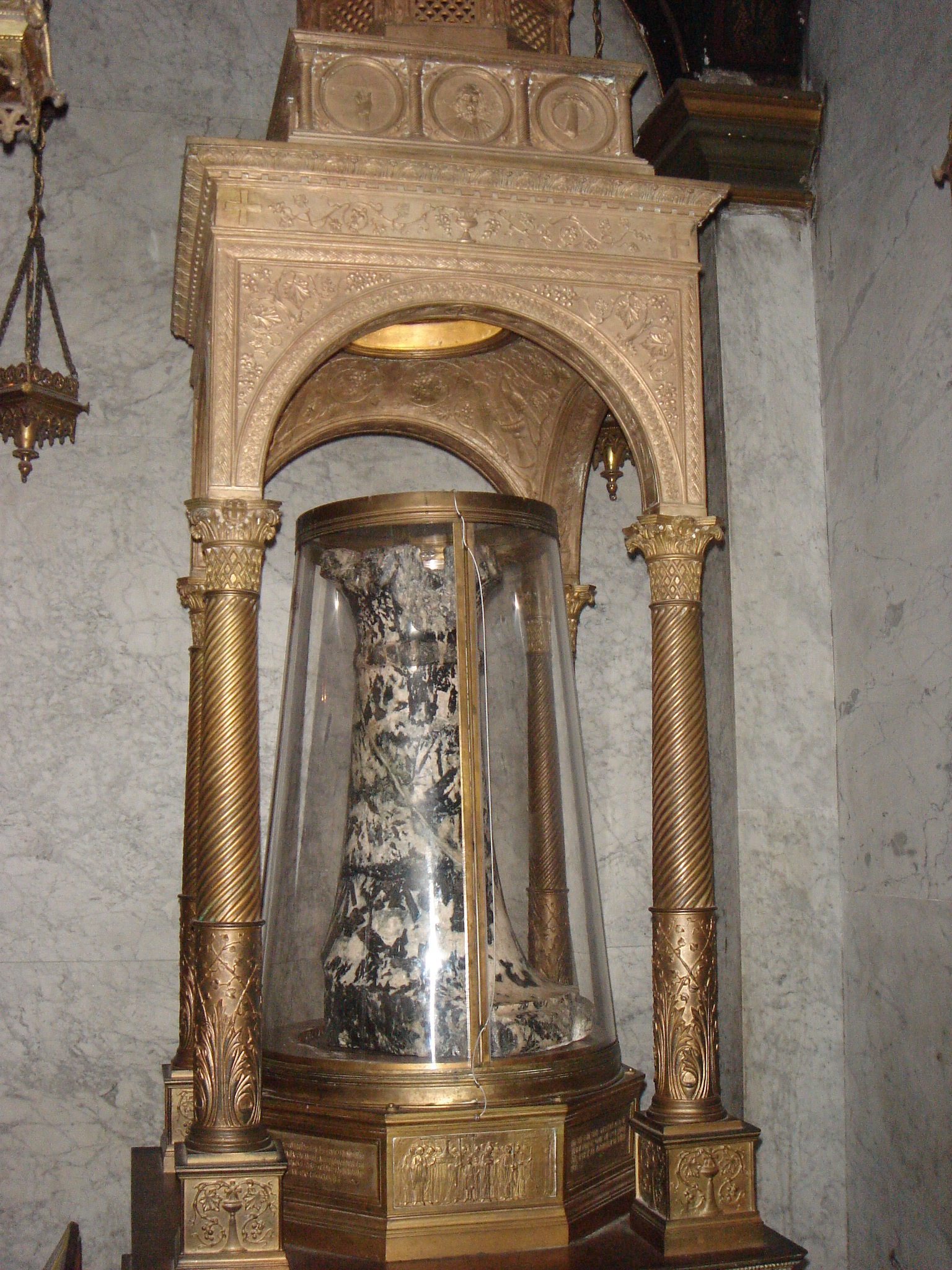
Столб бичевания

Колонна (столб) бичевания, находящаяся в капелле святого Зенона, является, как утверждается, тем столбом, к которому был привязан Христос во время бичевания в доме Пилата. Столб представляет собой невысокую колонну с капителью, с непостоянной по высоте толщиной (в середине находится самое узкое место, в которому до XIII века было прикреплено металлическое кольцо). Утверждается, что руки Христа были привязаны к кольцу, а небольшие габариты колонны заставили Его находиться в согбенном положении, что давало возможность мучителям бить плетью не только по Его плечам, но и по груди.
Реликвия была привезена в базилику в 1223 году её титулярным кардиналом Джованни Колонна, бывшим папским легатом в Сирии во время Пятого крестового похода. В XIII веке кольцо, к которому были привязаны руки Христа, было отделено от колонны и передано французскому королю Людовику IX Святому в обмен на три шипа из тернового венца (сейчас эти шипы находятся в Санта-Кроче-ин-Джерусалемме). В 1585 году часть основания была отделена от колонны и передана Сикстом V в Падую. С 1223 по 1699 годы колонна бичевания находилась в сакристии Санта-Прасседе, затем была перенесена на её нынешнее место в капелле святого Зенона.

## Прочие капеллы
Кроме капеллы святого Зенона в церкви Санта-Прасседе были устроены ещё 7 капелл. Они несравнимы с первой, но также представляют интерес, так как отразили разнообразные архитектурные стили и содержат произведения искусства различных эпох.
| Номер на плане | Название капеллы                                                             | Дата освящения   | Картины |
| -------------- | ---------------------------------------------------------------------------- | ---------------- | --- |
| 12             | Капелла Распятия (ранее Всех святых)                                         | XIII век         | Распятие XIV века, с которого, по преданию, Христос говорил со святой Бригиттой Шведской; образ Богородицы «Madonna della Salute» (XIII век); фреска (XIII—XIV века) «Распятие с предстоящими Богородицей и Иоанном Богословом» (XIV век) |
| 18             | Капелла святого Пия X (до 1954 года капелла Чези)                            | 1595 год         | плафон «Бог Отец во славе с ангелами, с предстоящими Пасхалием I, святыми Филиппом Нери, Франческой Римской и Фирминой» (Гульельмо Кортезе, XVII век); в люнетах — «Убийство Франджирани во время совершения Геласием II мессы в Санта-Прасседе» и «Императрица Пульхерия воздвигает статую Богородицы» (обе — Чиро Ферри, XVII век); боковые стены — «Поклонение волхвов» и «Святые Иоаким и Анна получает весть о предстоящем рождении Марии» (обе — Гульельмо Кортезе, XVII век), алтарный образ — «Святой Пий X». |
| 19             | Капелла святого Бернардо дельи Уберти (до 1886 года в честь Мадонны Розария) | 1886 год         | боковые стены — «Мученичество блаженного Тезауро Беккариа» (Доменико Пестрини, XVIII век) и «Святой Пётр Иньос Альдобрандини проходит невредимым через огонь» (Анджело Соккорси, XVIII век); алтарный образ — «Святой Бернардо дельи Уберти останавливает наводнение По» (Филиппо Луцци, XVIII век) |
| 4              | Капелла святого Петра (до 1735 года святой Пракседы)                         | 1735 год         | боковые стены — «Святая Эмеренциана» и «Иоанн Креститель» (обе — Джузеппе Северони, XVIII век); алтарный образ — «Апостол Пётр посещает дом сенатора Пуда и его дочерей Пракседы и Пуденцианы» (неизвестный автор, XVIII век) |
| 5              | Капелла святого Карло Борромео                                               | 1735 год         | боковые стены — «Ангелы показывают орудия Страстей святому Карло Борромео» и «Экстаз Карло Борромео перед Святыми дарами» (Людовико Стерн, XVIII век); алтарный образ — «Карло Борромео благодарит Бога за окончание эпидемии в Милане» (Стефано Паррочель, XVIII век); реликвия — стул Карло Борромео. |
| 6              | Капелла Ольджати                                                             | 1583 — 1586 годы | купол — Вознесение Христово, с предстоящими пророками Иезекиилем, Иеремией, Михеем и Моисеем, и Учителями Церкви Григорием Великим, блаженными Иеронимом и Августином, Амвросием Медиоланским; боковые стены — «Воскресение Христово» и «Вознесение Девы Марии»; над входом — «Тайная вечеря», «Явление воскресшего Христа Марии Магдалине» и «Явление Христа ученикам в Эммаусе» (все перечисленные — Кавалер д'Арпино, 1587); алтарный образ — «Христос падает под тяжестью креста и встречает Веронику, с предстоящими Андреем Первозванным и Бернардом Клервоским» (Федерико Цуккари, XVI век); реликвия — стол, за которым Карло Борромео кормил бедняков. |
| 7              | Капелла святого Иоанна Гуальберта                                            | 1933 год         | боковые стены — «Иоанн Гуальберт попирает ереси в виде гидры» и «Иоанн Гуальберт прощает убийцу своего брата»; алтарный образ — «Иоанн Гуальберт с двумя ангелами»; конха апсиды — «Вознесение Богородицы с предстоящими монахами и монахинями — валломброзианами» (все перечисленные — Джулио Барджеллини, XX век). |

## Гробницы и памятники
Помимо изначально предназначенной для погребения капеллы святого Зенона, в базилике находится несколько исторических гробниц.
В капелле Распятия (номер 12 на плане) находится гробница убитого на этом месте 1 ноября 1286 года кардинала Анкеро Панталеоне. Надгробие представляет собой саркофаг, украшенный маленькими колоннами и прямоугольными вставками в стиле косматеско, покрытый мраморным саваном. Поверх покрывала изображён почивающий кардинал в полном облачении. Элегантные складки его одежд и покрывала делают надгробие схожим с работами Арнольфо ди Камбио.
В помещении (на плане 14), смежном с капеллой святого Зенона, находится гробница титулярного кардинала базилики Алано Четиви (умер в 1474 году) работы ломбардского скульптора Андреа Бреньо. Саркофаг, на котором изображён лежащий кардинал, помещён в центре большой арки, из глубины которой Апостолы Пётр и Павел, а также святые Пракседа и Пуденциана смотрят на усопшего.
Ещё две гробницы представляют собой напольные мраморные плиты XIV века с высеченными рельефными изображениями. Под одной из них (в капелле Чези — на плане 18) погребён аптекарь Джованни да Монтополи. Он изображён в длинном плаще, в своеобразной пилигримской шляпе (в виде раковины) и с наплечным мешком за спиной, что даёт основания предполагать его внезапную смерть в Риме во время паломничества. Под второй плитой (в углу слева от основного входа) погребён некий Джованни Карбоне. На надгробии он изображён в латах, с кинжалом у правого и мечом у левого бедра, в ногах у него копошатся два щенка. Эти детали дают основания предполагать в усопшем дворянина, а изображённые щенки указывают на родную страну — Неаполь.
В базилике похоронен также Ян II из Енштейна, архиепископ Пражский.
Самым известным в Санта-Прасседе является памятник епископа Джованни Батиста Сантони (на плане 15). Большинство искусствоведов считают его ранней работой Джан Лоренцо Бернини.

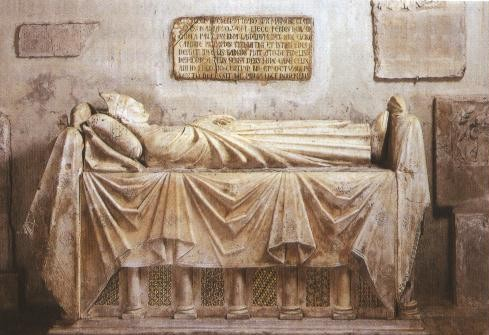
Надгробие Анкеро Панталеоне (XIII век)
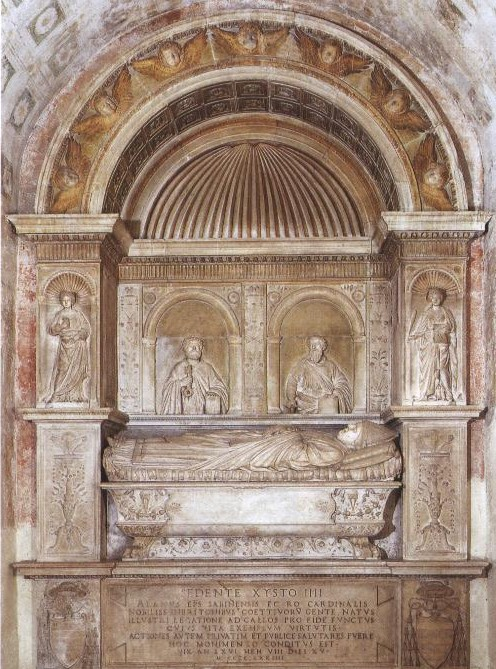
Надгробие Алано Четиви (XV век)
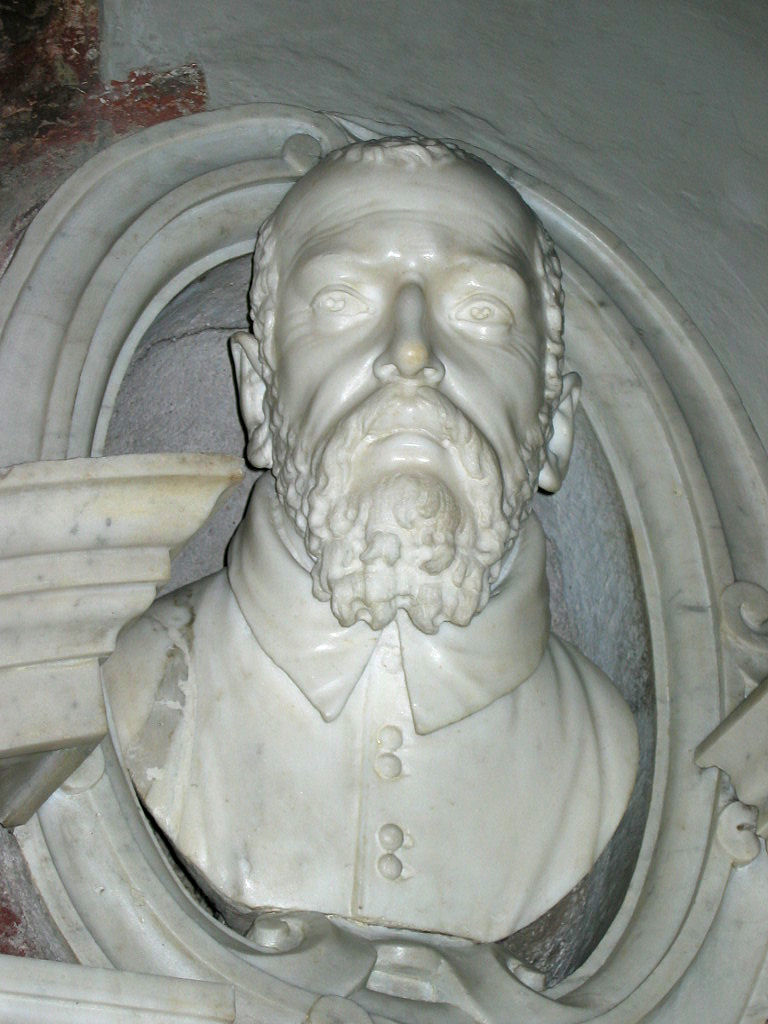
Надгробие Дж. Б. Сантони (предп. работа Бернини
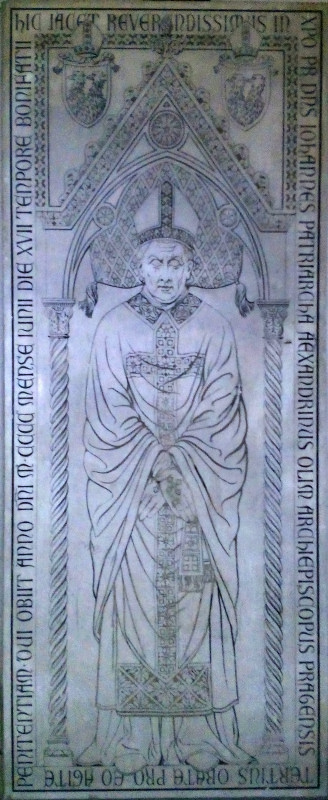
Надгробие Яна II из Енштейна

## Крипта
Крипта Санта-Прасседе была устроена Пасхалием I одновременно с базиликой и именно сюда были перенесены мощи 2 300 святых из различных римских катакомб. Памятная мраморная доска IX века, находящаяся ныне в капелле Распятия, упоминает о следующих погребённых в базилике папах: Урбан I, Стефан I, Антер, Мильтиад, Фабиан, Юлий I, Понтиан, Сириций, Луций I, Сикст II, Феликс I, Анастасий I, Целестин I; а также о 3 епископах, 4 пресвитерах, 2 диаконах, более 40 мучениках поимённо (о некоторых других указано только их число, например, 66 мучеников, 1124 мученика и т. д.), 16 девах и мученицах (возглавляют список Пракседа и Пуденциана).
Первоначально крипта была полукруглой с двумя входами из обеих ветвей трансепта, а паломники имели возможность лишь проходить мимо помещения с реликвиями. В 1728 — 1734 годах крипта была существенно увеличена, и обустроена лестница, ведущая от главного алтаря непосредственно в помещение с реликвиями, превращённое в часовню. Небольшая прямоугольная часовня содержит четыре античных саркофага (стоят попарно в два ряда, два саркофага содержат, согласно надписи, мощи святых Пракседы и Пуденцианы) и алтарь, украшенный в стиле косматеско. Стены полукруглой части крипты, расположенной за часовней, украшены фрагментами античных и средневековых эпитафий.

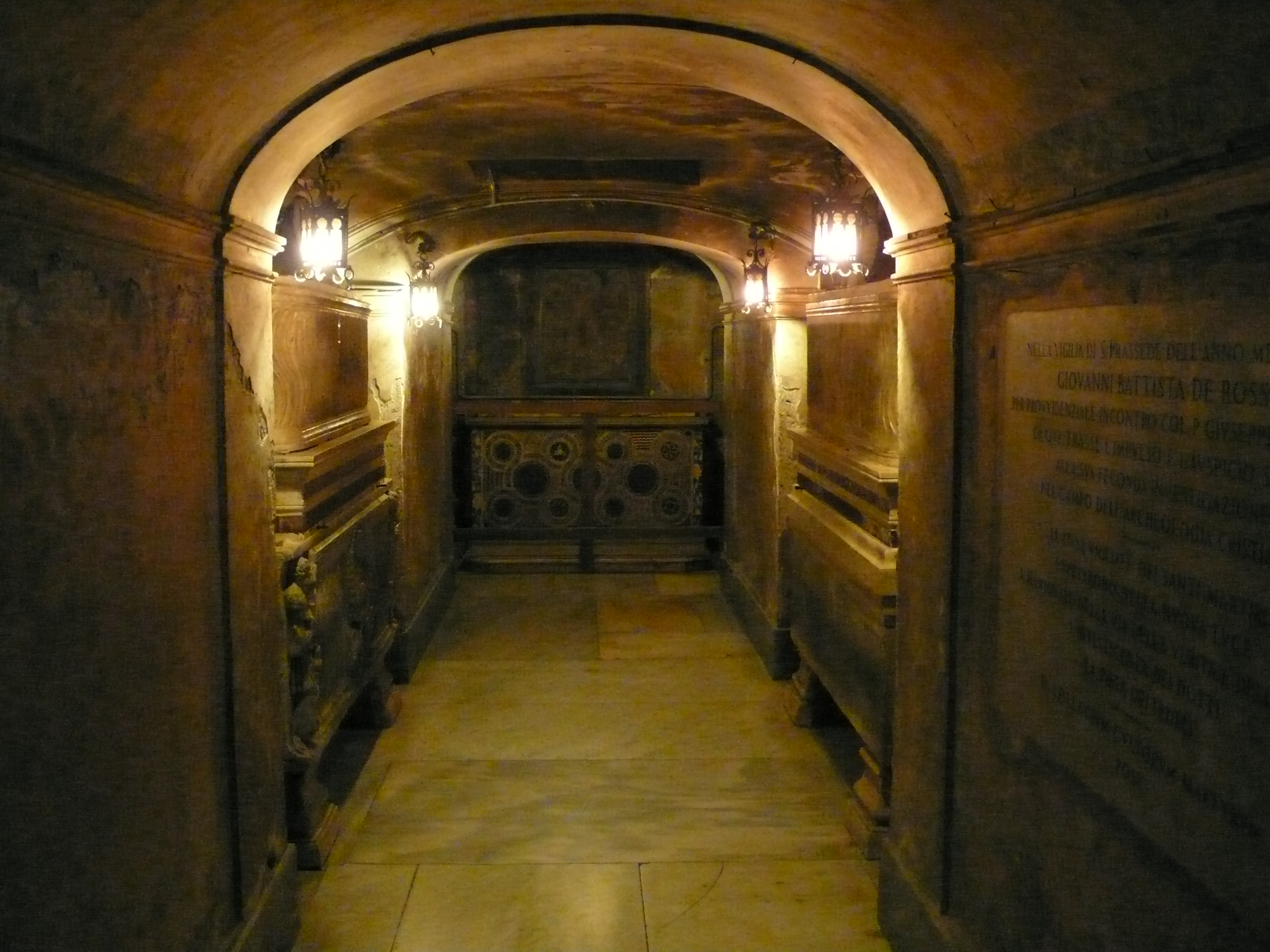
Крипта с саркофагами святых Прасседы и Пуденцианы
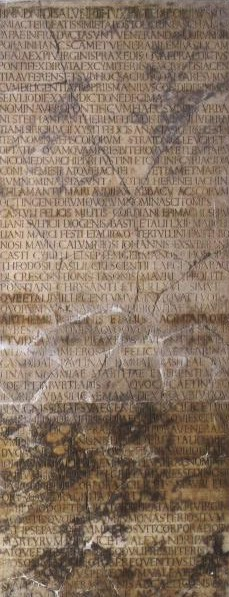
Мраморная доска IX века с именами святых, мощи которых были перенсены в Санта-Прасседе

## Титулярная церковь
Церковь Святой Пракседы является титулярной церковью, кардиналом-священником с титулом церкви Святой Пракседы. В разное время этот титул носили:
- Сильвано Антонио (?) (318?—?);
- Серрано Аквилеро (?) (335?—?);
- Домицио Лиго (?) (387?—?);
- Аннио Лонго (?) (421?—?);
- Северо Флавио (475?—?);
- Гинезио (?) (478?—?);
- Себастиано (?) (482?—?);
- Лаврентий (494—?);
- Лоренцо (?) (515?—?);
- Пьетро (530?—?);
- Авенизио (590—?);
- Паскуале Массими (796—817);
- Оттавио Эларио (829—?);
- Адимаро, O.S.B.Cas. (1062—около 1073);
- Бенедетто Као (1073—1077 или 1087);
- Дезидерио (после 1077 или 1087—до 1099);
- Ламберто Сканнабекки ди Фаньяно, C.R.S.A. (1099—1105);
- Дезидерио (1105—около 1138);
- Кризогоно (1138—1140);
- Убальдо Аллучиньоли (1141—1158);
- Ридольфо Нигелли (1188—1189);
- Руфино (1190—1191/1192);
- Соффредо Эррико Гаэтани (1193—1210);
- Джованни Колонна (младший) (1212—1245);
- Анчеро Панталеон (1262—1286);
- Юг Эслен де Бийом, in commendam (1294—1299);
- Педро Гомес Бароссо (1327—1341);
- Gilles Riguad, O.S.B. (1350—1353);
- Marco da Viterbo, O.F.M. (1366—1369);
- Pedro Gómez de Barroso Albornoz (1371—1374);
- Pietro Pileo di Prata (1378—1384);
  - Tommaso Ammanati (1385—1396), псевдокардинал антипапы Климента VII;
  - Pedro Fernández (de Frías) (1405—1412), псевдокардинал антипапы Климента VII;
- Antonio Calvo (1405—1409);
- Raimond Mairose (1426—1427);
  - вакантно (1427—1440);
- Jean Le Jeune (de Macel) (1440—1441);
- Alain de Coëtivy (1448—1465), in commendam (1465—1474);
- Giovanni Arcimboldo (1476—1488);
- Antonio Pallavicini (o Antoniotto) (1489—1503);
- Gabriele de' Gabrielli (1507—1511);
- Кристофер Бейнбридж (1511—1514);
- Antonio Maria Ciocchi del Monte (1514—1521);
- Ипполито Медичи (1529—1532);
- Томмазо де Вио, O.P. (1534);
- Francesco Cornaro (1535—1541);
- Филипп де ля Шамбре, O.S.B. (1541—1542);
- Гаспаро Контарини (15 февраля — 24 августа 1542);
- Джованни Мария Чокки дель Монте (1542—1543);
- Miguel de Silva (1543—1552);
- Cristoforo Ciocchi del Monte (1552—1564);
- Карло Борромео (1564—1584);
- Никола де Пеллеве (14 ноября 1584 — 28 марта 1594);
- Алессандро Оттавиано Медичи (1594—1600);
- Simeone Tagliavia d’Aragona (1600);
- Antonio Maria Galli (o Gallo) (1600—1605);
- Ottavio Acquaviva d’Aragona, Sr. (1605—1612);
- Бартоломео Чези (1613—1620);
- Роберто Беллармин, S.J. (31 августа 1621 — 17 сентября 1621);
- Франсуа д’Эскубло де Сурди (1621—1628);
- Марчелло Ланте (1628—1629);
- Роберто Убальдини (20 августа 1629 — 22 апреля 1635);
- Гвидо Бентивольо (7 мая 1635 — 28 марта 1639);
- Джулио Рома (1639—1644);
- Ernest Adalbert von Harrach (1644—1667);
- Giulio Gabrielli (1667);
- Вирджинио Орсини (1667—1668);
- Альдерано Чибо (30 января 1668 — 13 сентября 1677);
- Луиджи Омодеи (1677—1680);
- Pietro Vito Ottoboni (1680—1681);
- Франческо Альбицци (1681—1684);
- Дечио Аццолини младший (13 ноября 1684 — 8 июня 1689);
- Джулио Спинола (1689—1691);
- Франческо Майдалькини (1691—1700);
- Галеаццо Марескотти (21 июня 1700 — 30 апреля 1708);
- Фабрицио Спада (30 апреля 1708 — 19 февраля 1710);
- Бандино Панчиатичи (1710—1718);
- Франческо Барберини младший (11 мая 1718 — 3 марта 1721);
- Джузеппе Сакрипанте (1721—1726);
- Filippo Antonio Gualterio (1726—1728);
- Lodovico Pico della Mirandola (1728—1731);
- Антонио Феличе Дзондадари (1731—1737);
- Джорджо Спинола (16 декабря 1737 — 3 сентября 1738);
- Луис Антонио де Бельюга-и-Монкада (1738—1743);
- Анджело Мария Квирини, O.S.B. (11 марта 1743 — 6 января 1755);
- Доменико Сильвио Пассионеи (1755—1759);
- Giacomo Oddi (1759—1763);
- Carlo Vittorio Amedeo delle Lanze (1763—1783);
- Виталиано Борромео (1783—1793);
- Франческо Саверио де Дзелада (17 июня 1793 — 19 декабря 1801);
- Антонио Дуньяни (1801—1807);
- Карло Беллисоми (1807—1808);
  - вакантно (1808—1814);
- Джованни Филиппо Галларати Скотти (26 сентября 1814 — 21 декабря 1818), in commendam (21 декабря 1818 — 6 октября 1819);
  - вакантно (1819—1823);
- Франческо Серлупи Крешенци (16 мая 1823 — 6 февраля 1828);
- Антонио Доменико Гамберини (1829—1839), in commendam (1839—1841);
- Паоло Полидори (1841—1847);
- Луиджи Ванничелли Казони (1847—1877);
- Эдоардо Борромео (1878—1881);
- Анджело Бьянки (1883—1889);
- Томмазо Мария Дзильяра, O.P. (1891—1893);
- Гаэтано Алоизи Мазелла (1893—1902);
- Рафаэль Мерри дель Валь-и-Сулуэта (1903—1930);
- Раффаэле Карло Росси, O.C.D. (1930—1948);
  - вакантно (1948—1953);
- Пьетро Чириачи (1953—1964);
- Оуэн Маккенн (1965—1994);
- Поль Пупар (с 1996).